# La Voz Kids (programa de televisión español)
La Voz Kids es un concurso de talentos español basado en el formato The Voice Kids, original de los Países Bajos y parte de la franquicia internacional The Voice, creada por el productor de televisión neerlandés John de Mol bajo su empresa Talpa Media Holding.
El talent show inició su primera temporada en la televisión española el 6 de febrero de 2014 bajo la producción de Boomerang TV con Mediaset España como productor ejecutivo, siendo presentado por Jesús Vázquez y por Tania Llasera (backstage) entre 2014 y 2018 en Telecinco. Desde su estreno, el programa obtuvo grandes registros de audiencia que superaron a la competencia de otros canales.
En mayo de 2018, Atresmedia arrebató los derechos del formato a Mediaset España, por lo que el programa se emite desde su quinta temporada en Antena 3, etapa que dio comienzo el 16 de septiembre de 2019 con el fichaje estrella de Eva González como presentadora y Juanra Bonet en el backstage.
El programa se ha consagrado como uno de los talents más exitosos de la historia de la televisión en España desde su estreno en el 2014.

## Historia
A mediados del mes de abril de 2013, Telecinco y Boomerang TV iniciaron la búsqueda de un grupo de aspirantes que destacaran por su calidad vocal. Para ello, puso en marcha un proceso de selección de concursantes para participar en La Voz Kids. Los aspirantes que quisieran formar parte en el proceso de selección del programa, debieron inscribirse en la web de la cadena o a través de un teléfono habilitado al efecto que fue promocionado en antena mediante una campaña publicitaria.
Tras las inscripciones de los aspirantes, el 13 de mayo arrancaron las audiciones presenciales en Madrid, Barcelona, Sevilla, Las Palmas de Gran Canaria, Valencia, Bilbao y La Coruña. A pesar de estar en plena selección, los interesados aún podían inscribirse a través de las vías habilitadas.
El 30 de julio de 2013, Telecinco dio a conocer en una publicación en la web oficial del programa los datos oficiales de la primera fase del proceso de selección, donde más de 10 000 niños se presentaron a las audiciones para formar parte de la primera edición del formato junior en España. Así, el equipo comenzó entonces la grabación las audiciones a ciegas, que finalizaron el 8 de agosto. David Bisbal, Rosario Flores y Malú fueron los coaches de esta primera temporada en España.
Para la primera edición, Telecinco nombró a David Bisbal, Malú y Rosario Flores como coaches, siendo Jesús Vázquez el presentador de las galas con la colaboración de Tania Llasera desde el backstage.
El 17 de diciembre de 2014, Mediaset España anunció a los coaches de la segunda edición. David Bisbal y Rosario repetirían como coaches, mientras que Manuel Carrasco sustituiría a Malú como tercer coach de la edición.
El 31 de mayo de 2016, Telecinco y Boomerang anunciaron que David Bisbal, Rosario Flores y Antonio Orozco serían los nuevos coaches de la tercera edición de La Voz Kids. Mientras que los dos primeros repetirían en su tercera edición, Antonio se estrenaba en esta versión, sustituyendo al recién nombrado coach de La Voz 4, Manuel Carrasco. Antonio le intercambiaba su silla tras haber sido coach de La Voz 2 y La Voz 3, y asesor de La Voz Kids 1.
El 19 de junio de 2017, se anunció que Rosario Flores, Antonio Orozco y Melendi serían los coaches de la que sería la cuarta y última edición del programa en Telecinco. Mientras que Rosario obtuvo el rol de veterana, Antonio Orozco repetiría por segundo año consecutivo. Por su parte, Melendi fue el nuevo fichaje de la edición. David Bisbal se unió al programa para ejercer de Supercoach en el Último Asalto.
En mayo de 2018, Atresmedia arrebató los derechos del formato a Mediaset España, al igual que la versión adulta y la versión senior. Por ello, desde su quinta temporada se nombró como coaches a David Bisbal, Rosario Flores, Melendi y Vanesa Martín, siendo la presentadora de las galas Eva González, y el encargado del backstage Juanra Bonet.
El 5 de noviembre de 2019, Boomerang anunció que el equipo de coaches al completo repetían en la siguiente temporada, esta vez en la sexta edición de La Voz Kids -la segunda en Antena 3-. Por tanto, David Bisbal, Rosario Flores, Vanesa Martín y Melendi ocuparon una vez sus sillones rojos.
El 27 de julio de 2021, Antena 3 confirmó el equipo de coaches para la séptima edición de La Voz Kids. David Bisbal repitió en su tercera edición en Antena 3 -la sexta en total-. Por otro lado, Aitana, Sebastián Yatra y Pablo López se incorporaron por primera vez al equipo de coaches, tras haber ejercido, respectivamente, como asesora en La Voz Kids 6, como asesor de La Voz 7, y como coach de La Voz 5, La Voz 6, La Voz 7 y La Voz Senior 1.
El 12 de julio de 2022, se confirmó al equipo de coaches para la octava edición a través de las redes sociales del programa. David Bisbal, Aitana y Sebastián Yatra repitieron como coaches en su séptima, segunda y segunda edición respectivamente. Como novedad, Rosario Flores regresó al formato después de haber estado ausente en la séptima edición. Pablo López volvió al formato de adultos para ejercer como coach en La Voz 9.
El miércoles 5 de julio de 2023 se confirmó el nuevo equipo de coaches de la novena edición. Rosario Flores y David Bisbal repetirían, mientras que Aitana y Sebastián Yatra serían sustituidos por Melendi y por la cantante y bailarina Lola Índigo.
El 20 de julio de 2024 se anunció el equipo de coaches de la décima edición, con las incorporaciones de Manuel Turizo y Edurne, junto a David Bisbal y Lola Índigo, que repitieron.

## Mecánica
El formato fue ideado por John de Mol, creador de Gran Hermano, y se diferencia de otros concursos de canto porque consiste en elegir entre un grupo de concursantes -de entre 7 y 15 años- a aquellos que destaquen por sus cualidades vocales sin que su imagen influya en la decisión del jurado, integrado por conocidos artistas que posteriormente dirigen su formación académica. El objetivo de este formato es tratar de encontrar la mejor voz infantil de nuestro país.
Se trata de un formato extranjero, producido en diferentes lugares del mundo. La Voz Kids cuenta con un jurado de tres o cuatro profesionales, quienes de espaldas a los participantes los escucharán cantar. Cuando a alguno de ellos les guste lo que oyen, el coach en cuestión deberá pulsar el botón y su silla se dará la vuelta. Cuando uno o varios coaches se den la vuelta, será el propio concursante quien decida con qué juez quedarse, y el aspirante pasará a la siguiente fase. Finalmente, será el público el que decida el ganador en las galas en directo.
Lo novedoso de este concurso está en la dinámica del programa. A diferencia de otros certámenes de canto, esta versión agregó un ingrediente: los integrantes del jurado permanecen de espaldas en el transcurso de la "audición a ciegas" de los participantes. Así, solo a partir de la voz, cada juez seleccionará qué participantes quiere para su equipo. De esta forma, el concurso se divide en diferentes fases: las audiciones a ciegas, las batallas, el último asalto y, por último, las galas en directo, con la semifinal y la gran final.

## Equipo

### Presentadores
| Cadena        |         |      |      |      |      |      |      |      |      |      |      |
| Edición       | Edición | 1    | 2    | 3    | 4    | 5    | 6    | 7    | 8    | 9    | 10   |
| Año           | Año     | 2014 | 2015 | 2017 | 2018 | 2019 | 2021 | 2022 | 2023 | 2024 | 2025 |
| ------------- | ------- | ---- | ---- | ---- | ---- | ---- | ---- | ---- | ---- | ---- | ---- |
| Jesús Vázquez |         |      |      |      |      |      |      |      |      |      |      |
| Tania Llasera |         |      |      |      |      |      |      |      |      |      |      |
| Eva González  |         |      |      |      |      |      |      |      |      |      |      |
| Juanra Bonet  |         |      |      |      |      |      |      |      |      |      |      |

### Coaches
| Cadena          |        |         |      |            |      |         |         |      |      |      |      |
| Edición         | 1      | 2       | 3    | 4          | 5    | 6       | 7       | 8    | 9    | 10   | 11   |
| Año             | 2014   | 2015    | 2017 | 2018       | 2019 | 2021    | 2022    | 2023 | 2024 | 2025 | 2026 |
| --------------- | ------ | ------- | ---- | ---------- | ---- | ------- | ------- | ---- | ---- | ---- | ---- |
| David Bisbal    |        |         |      | Supercoach |      |         |         |      |      |      |      |
| Rosario Flores  |        |         |      |            |      |         |         |      |      |      |      |
| Malú            |        |         |      |            |      |         |         |      |      |      |      |
| Manuel Carrasco |        |         |      |            |      |         |         |      |      |      |      |
| Antonio Orozco  | Asesor |         |      |            |      |         | Asesor  |      |      |      |      |
| Melendi         |        |         |      |            |      |         |         |      |      |      |      |
| Vanesa Martín   |        | Asesora |      | Asesora    |      |         |         |      |      |      |      |
| Pablo López     |        | Asesor  |      | Asesor     |      |         |         |      |      |      |      |
| Aitana          |        |         |      |            |      | Asesora |         |      |      |      |      |
| Sebastián Yatra |        |         |      |            |      |         |         |      |      |      |      |
| Lola Índigo     |        |         |      |            |      |         | Asesora |      |      |      |      |
| Edurne          |        |         |      |            |      |         |         |      |      |      |      |
| Manuel Turizo   |        |         |      |            |      |         |         |      |      |      |      |
| Luis Fonsi      |        |         |      |            |      |         | Asesor  |      |      |      |      |
| Ana Mena        |        |         |      |            |      |         |         |      |      |      |      |

Coaches La Voz Kids 2026
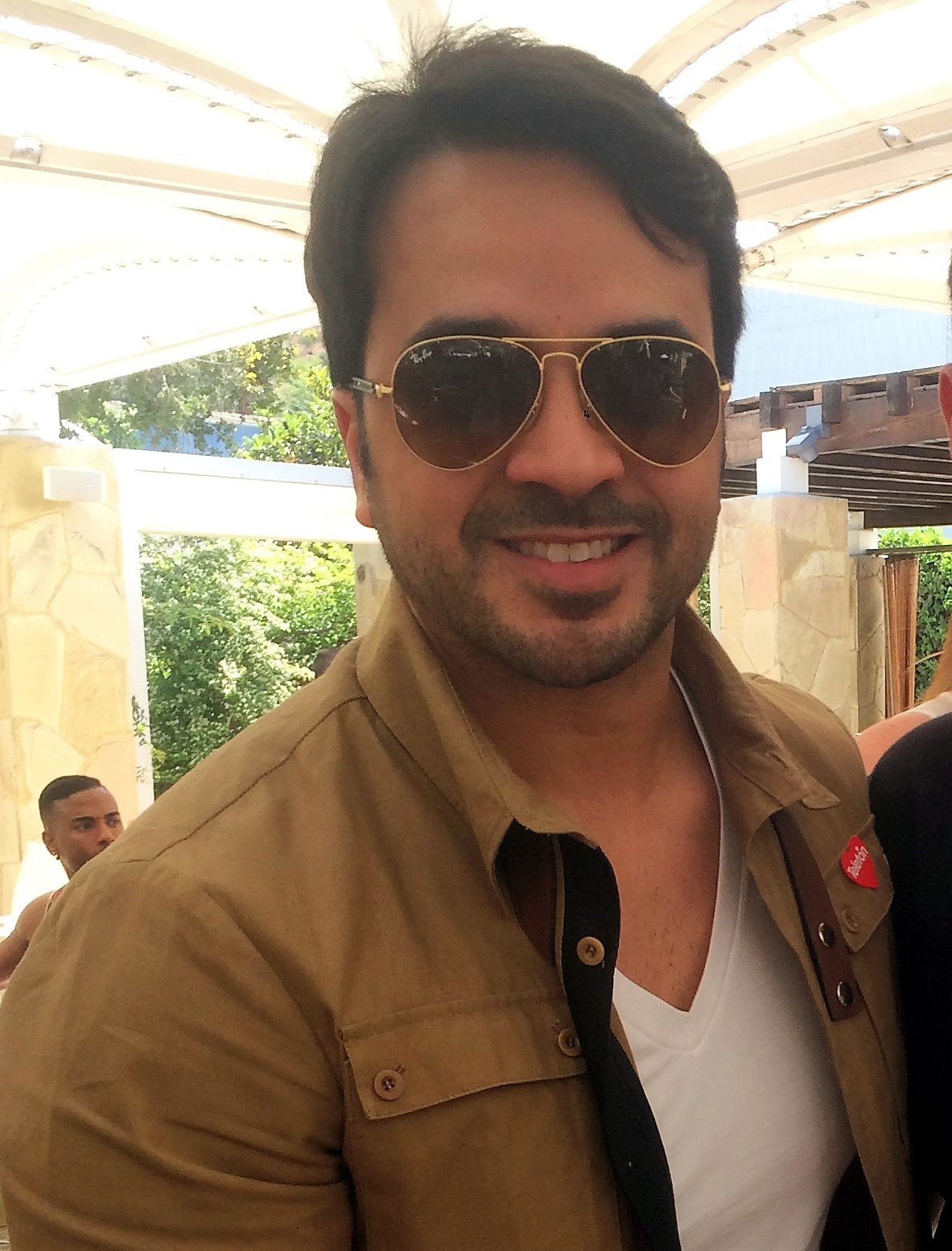
Luis Fonsi (2026-)
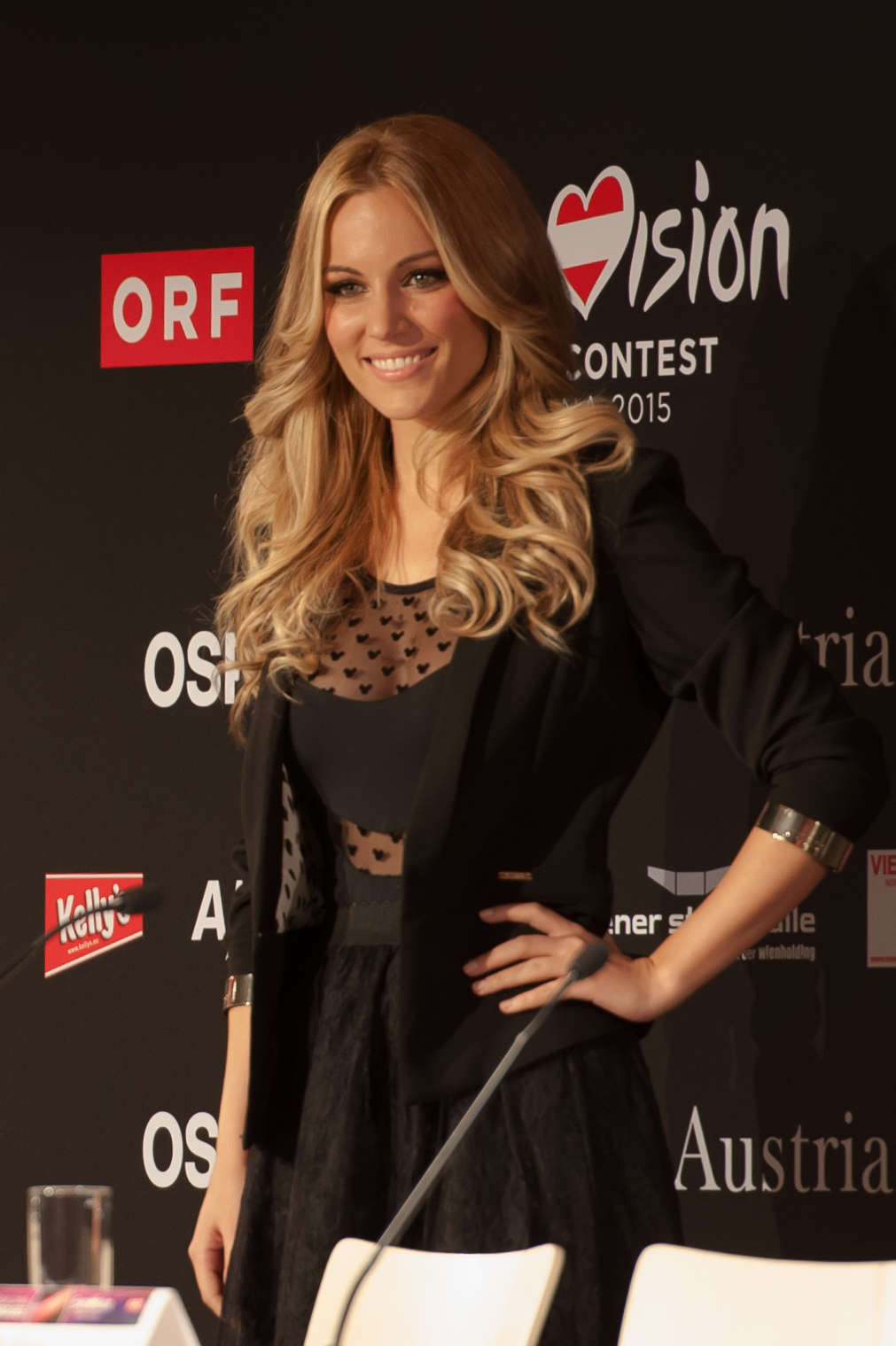
Edurne (2025-)
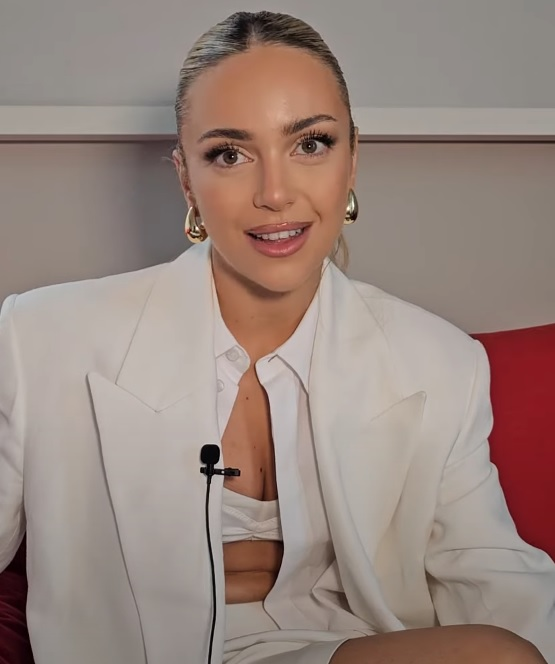
Ana Mena (2026-)
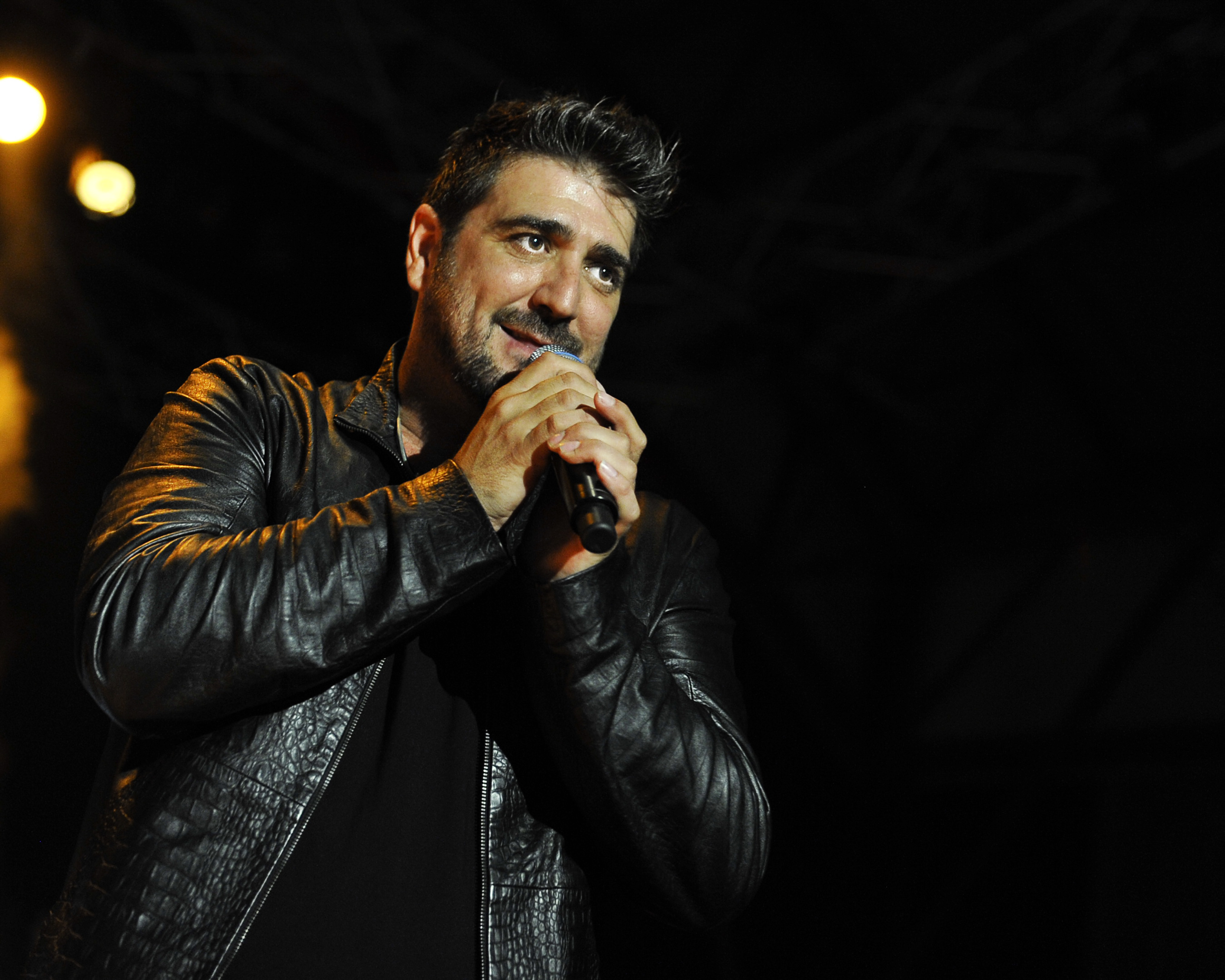
Antonio Orozco (2017–2018; 2026-)

Antiguos Coaches
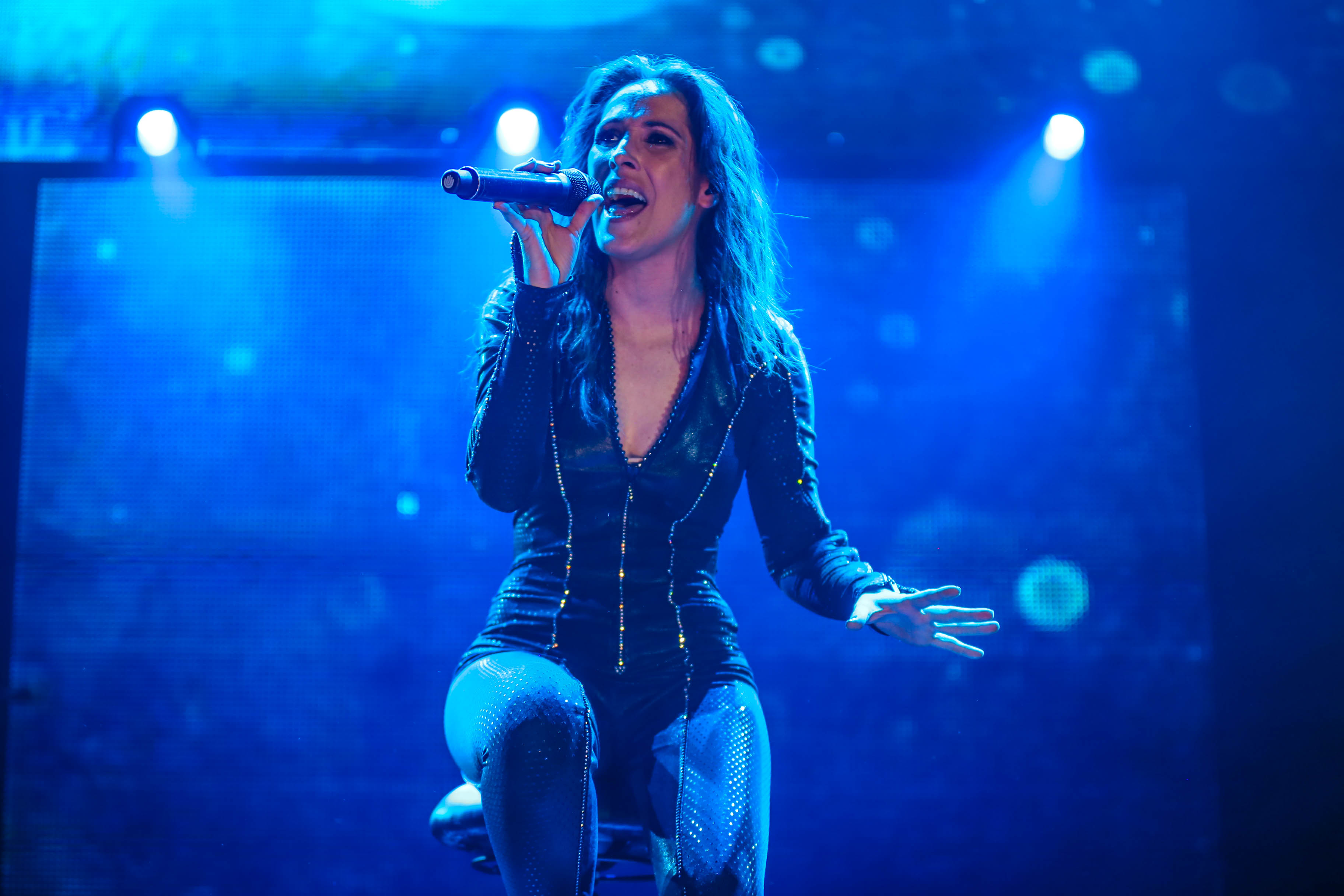
Malú (2014)
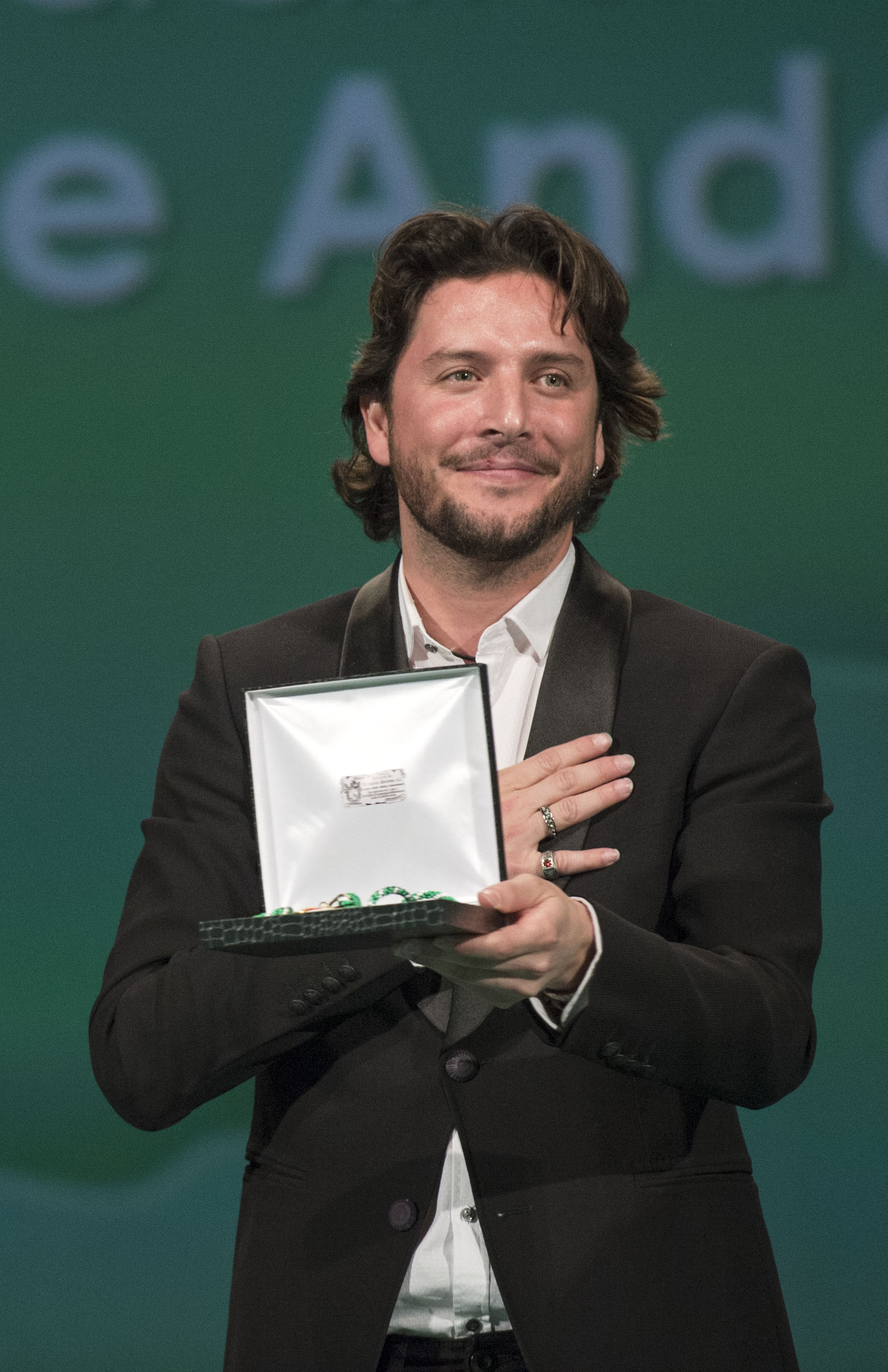
Manuel Carrasco (2015)
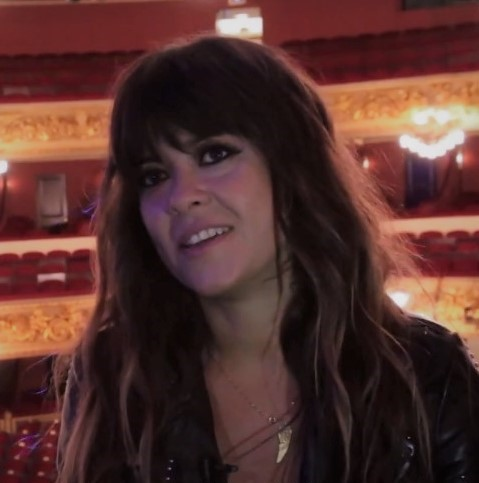
Vanesa Martín (2019–2021)
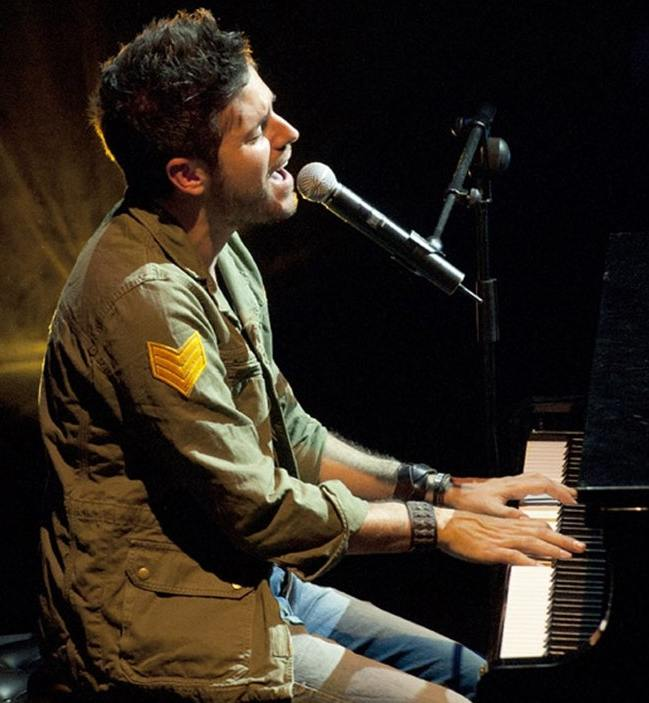
Pablo López (2022)
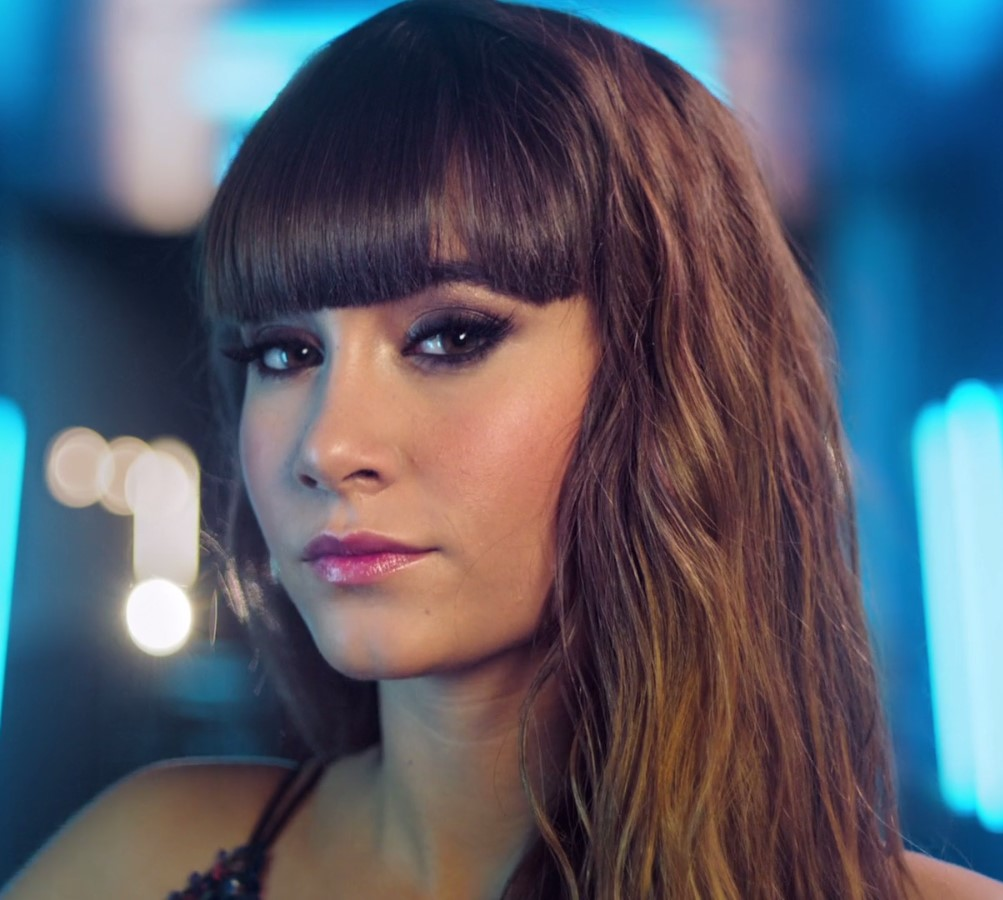
Aitana (2022–2023)
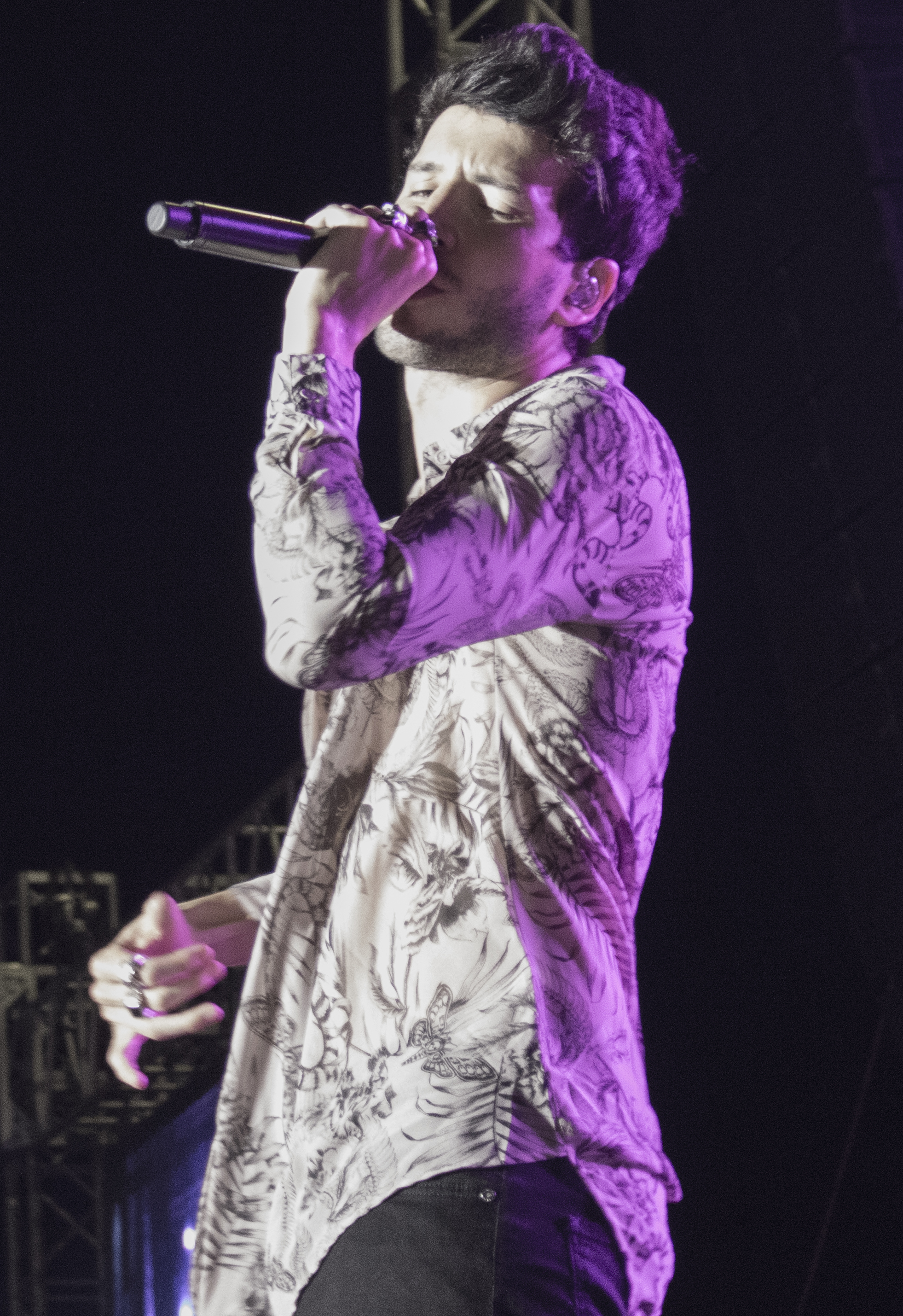
Sebastián Yatra (2022-2023)
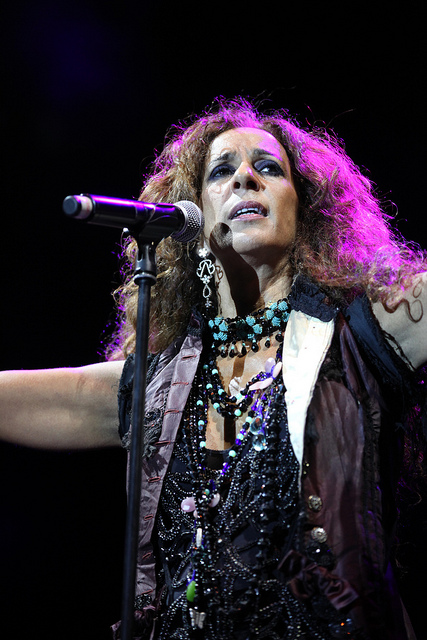
Rosario Flores (2014–2021; 2023-2024)
Melendi (2018–2021; 2024)
David Bisbal (2014–2017, 2019–2025)
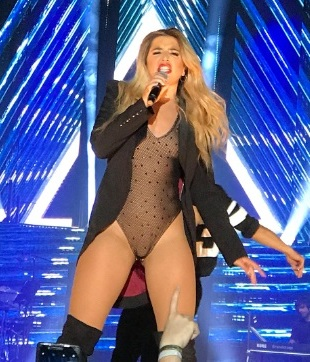
Lola Índigo (2024-2025)
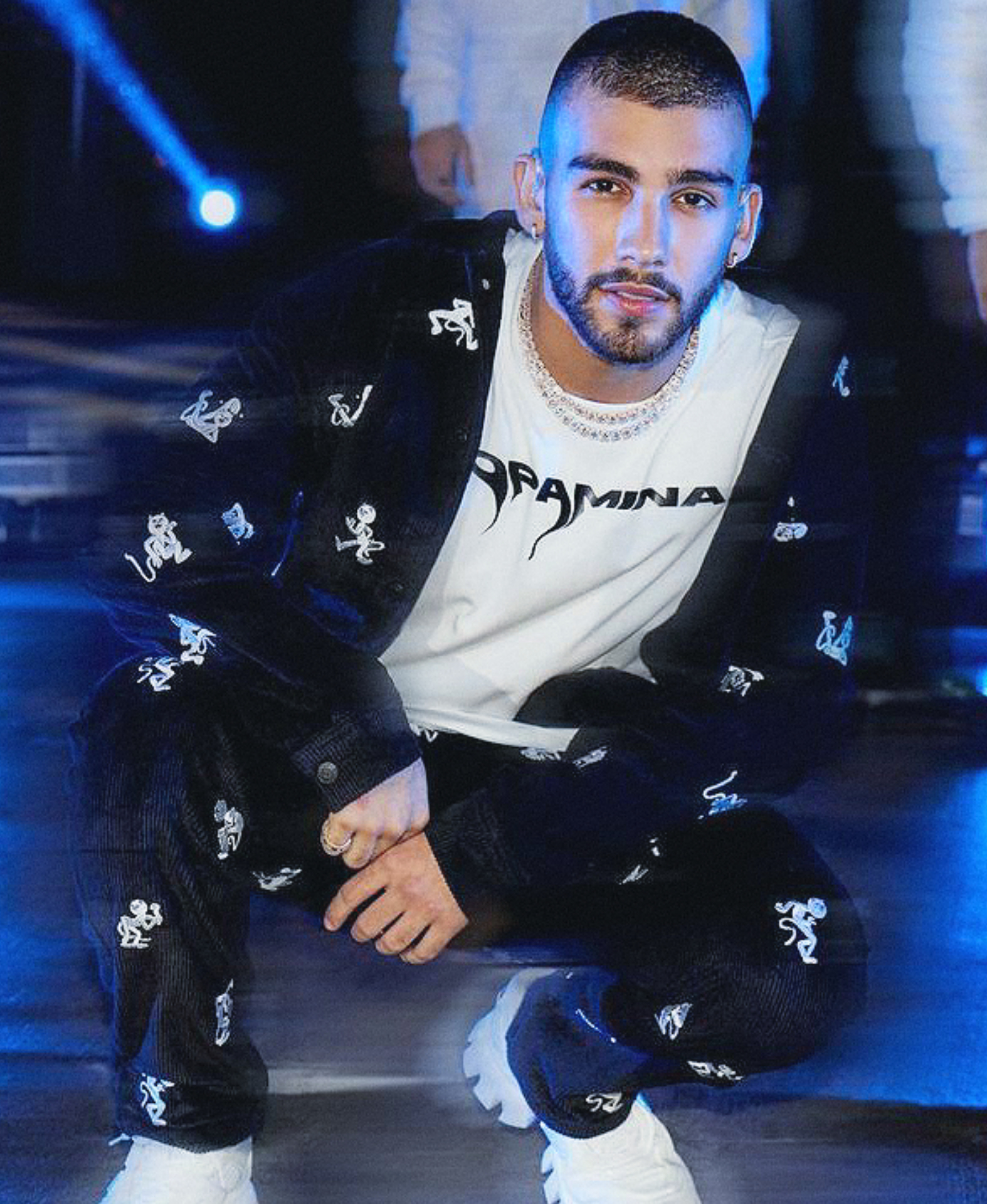
Manuel Turizo (2025)

### Asesores
| 1  | Antonio Orozco Equipo David Bisbal | Niña Pastori Equipo Rosario Flores  | Carlos Rivera Equipo Malú            | N/A                               |
| 2  | Pablo López Equipo David Bisbal    | Pastora Soler Equipo Rosario Flores | Vanesa Martin Equipo Manuel Carrasco | N/A                               |
| 3  | India Martínez Equipo David Bisbal | El Arrebato Equipo Rosario Flores   | Antonio José Equipo Antonio Orozco   | N/A                               |
| 4  | Vanesa Martin Equipo Melendi       | Rosana Equipo Rosario Flores        | Pablo López Equipo Antonio Orozco    | N/A                               |
| 5  | Niña Pastori Equipo David Bisbal   | Lolita Flores Equipo Rosario Flores | Pastora Soler Equipo Vanesa Martin   | Arkano Equipo Melendi             |
| 6  | Aitana Equipo David Bisbal         | Rozalén Equipo Rosario Flores       | Blas Cantó Equipo Vanesa Martin      | Beret Equipo Melendi              |
| 7  | Luis Fonsi Equipo David Bisbal     | Evaluna Montaner Equipo Aitana      | Lola Índigo Equipo Sebastián Yatra   | Antonio Orozco Equipo Pablo López |
| 8  | Rosa López Equipo David Bisbal     | La Mari Equipo Rosario Flores       | Dani Fernández Equipo Aitana         | Rayden Equipo Sebastián Yatra     |
| 9  | Álvaro Soler Equipo David Bisbal   | Judeline Equipo Lola Índigo         | El Kanka Equipo Rosario Flores       | Mau & Ricky Equipo Melendi        |
| 10 | Danna Paola Equipo David Bisbal    | Natalia Lacunza Equipo Edurne       | Rvfv Equipo Lola Índigo              | Kapo Equipo Manuel Turizo         |

Antiguos Asesores
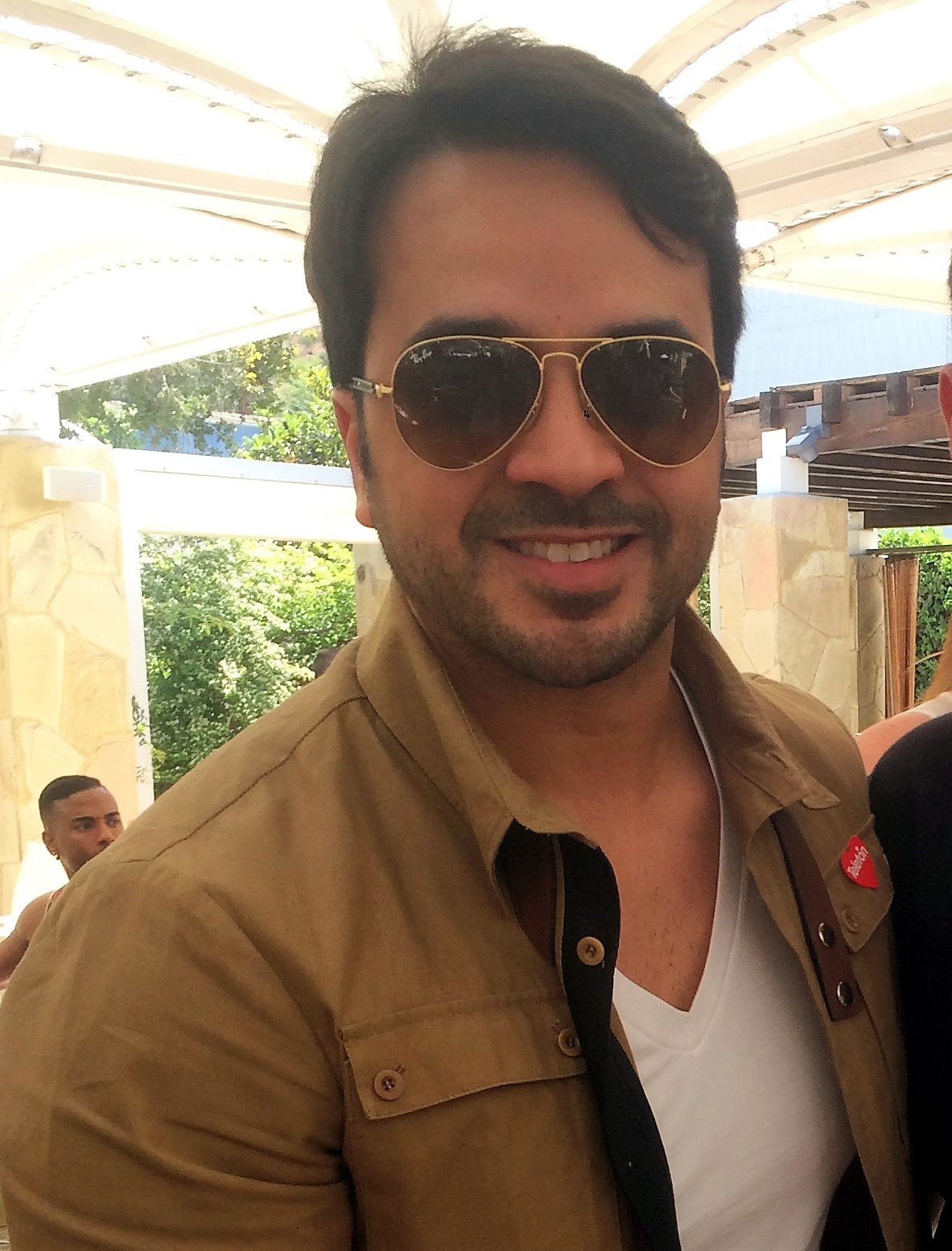
Luis Fonsi (2022) Equipo David
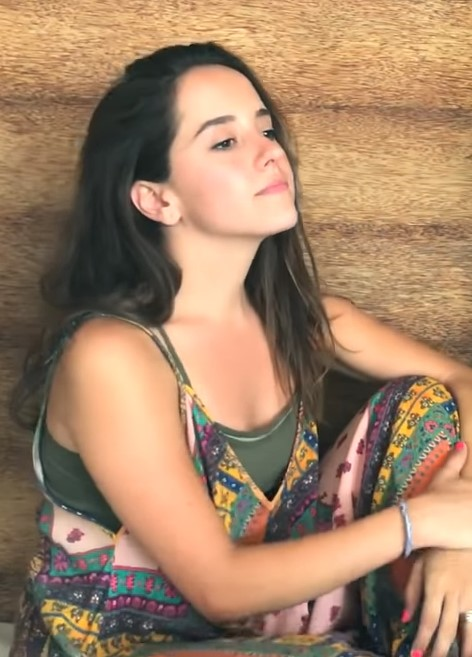
Evaluna Montaner (2022) Equipo Aitana
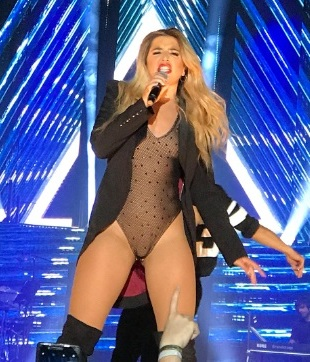
Lola Índigo (2022) Equipo Yatra
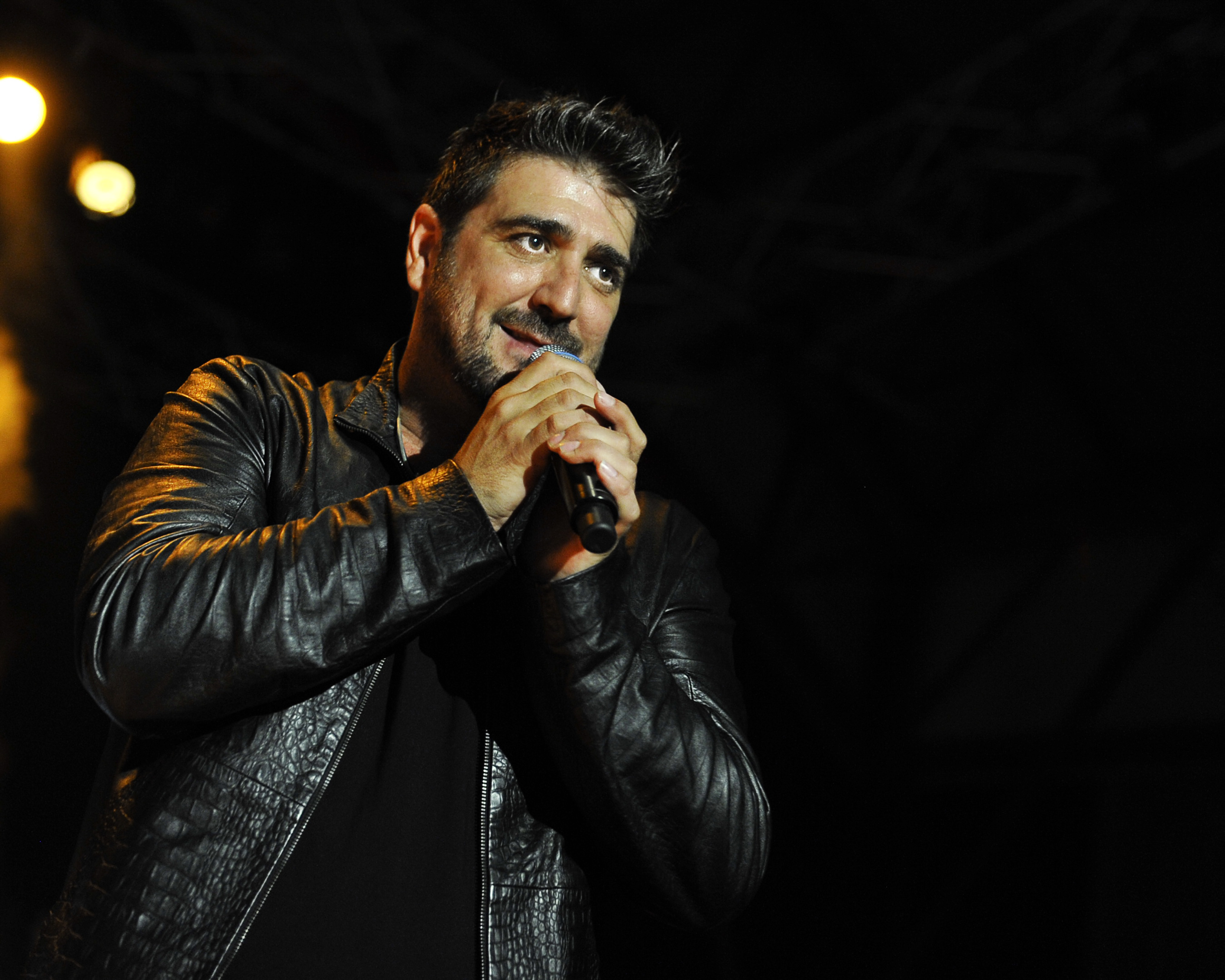
Antonio Orozco Equipo Pablo (2022) Equipo David (2014)
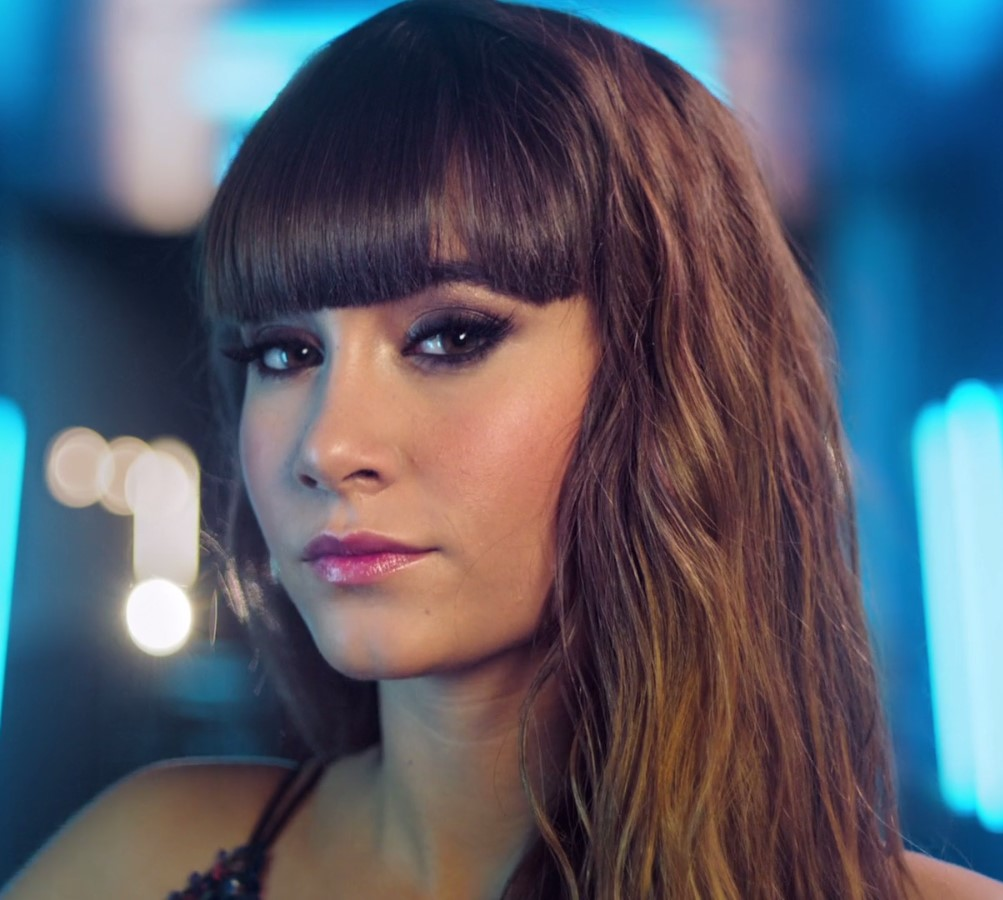
Aitana (2021) Equipo David
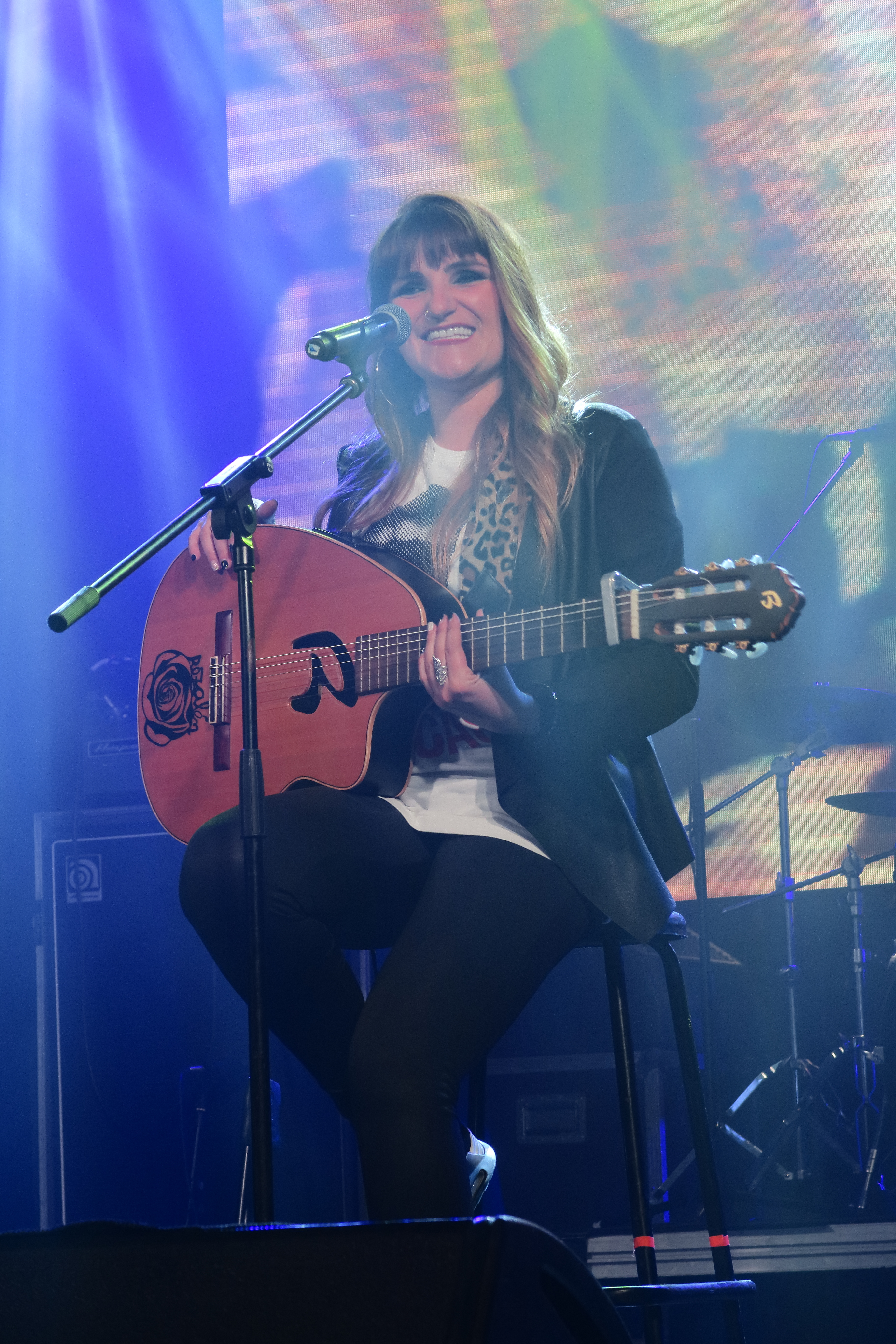
Rozalén (2021) Equipo Rosario
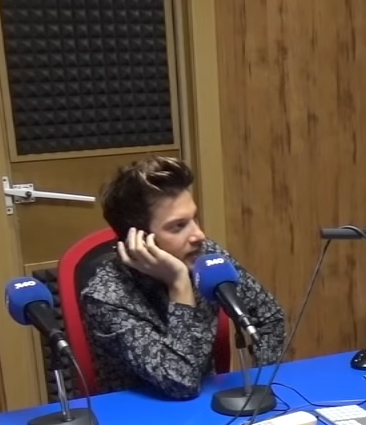
Blas Cantó (2021) Equipo Vanesa
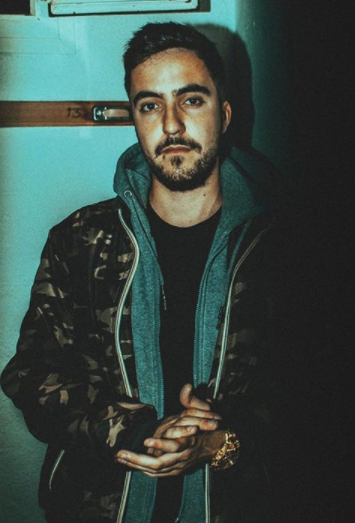
Beret (2021) Equipo Melendi
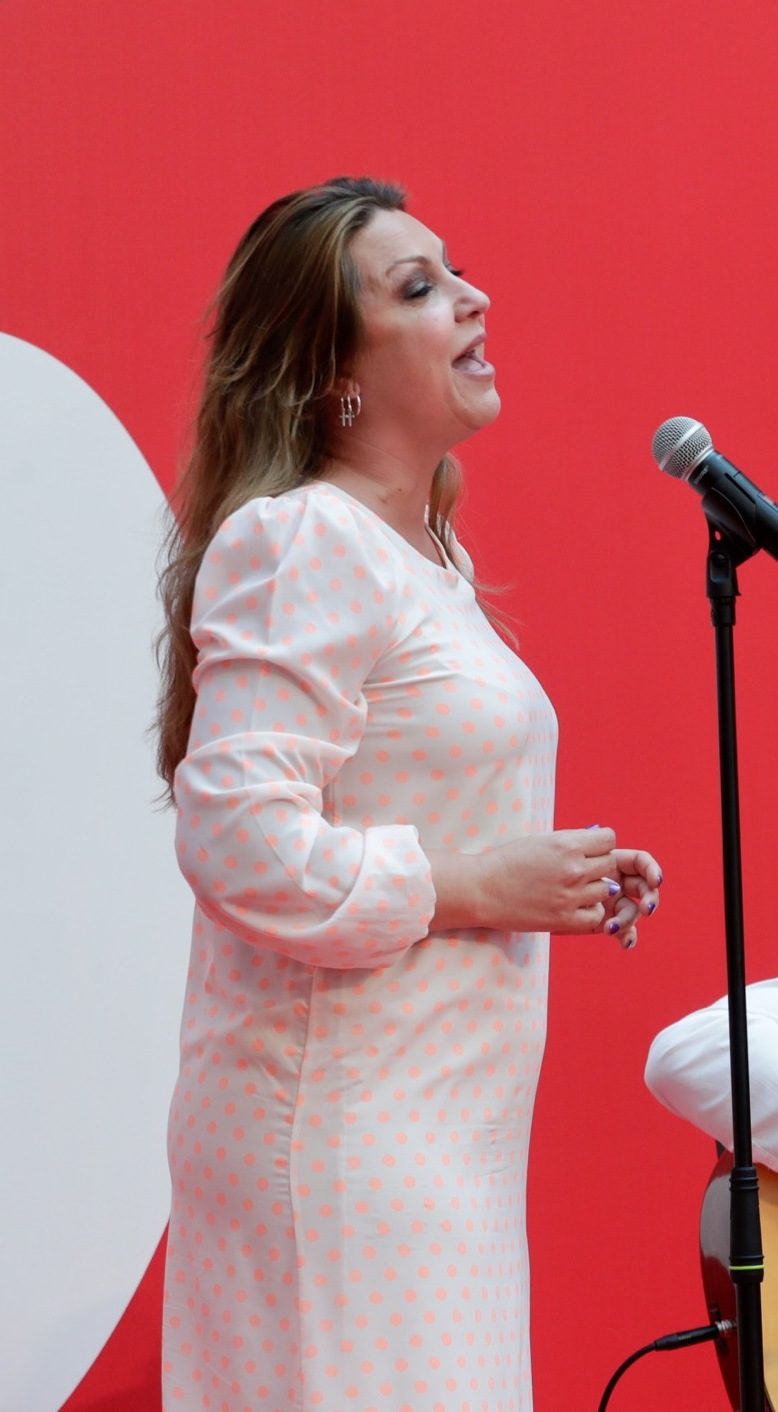
Niña Pastori Equipo David (2019) Equipo Rosario (2014)
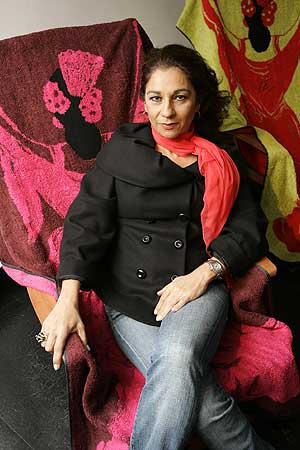
Lolita Flores (2019) Equipo Rosario
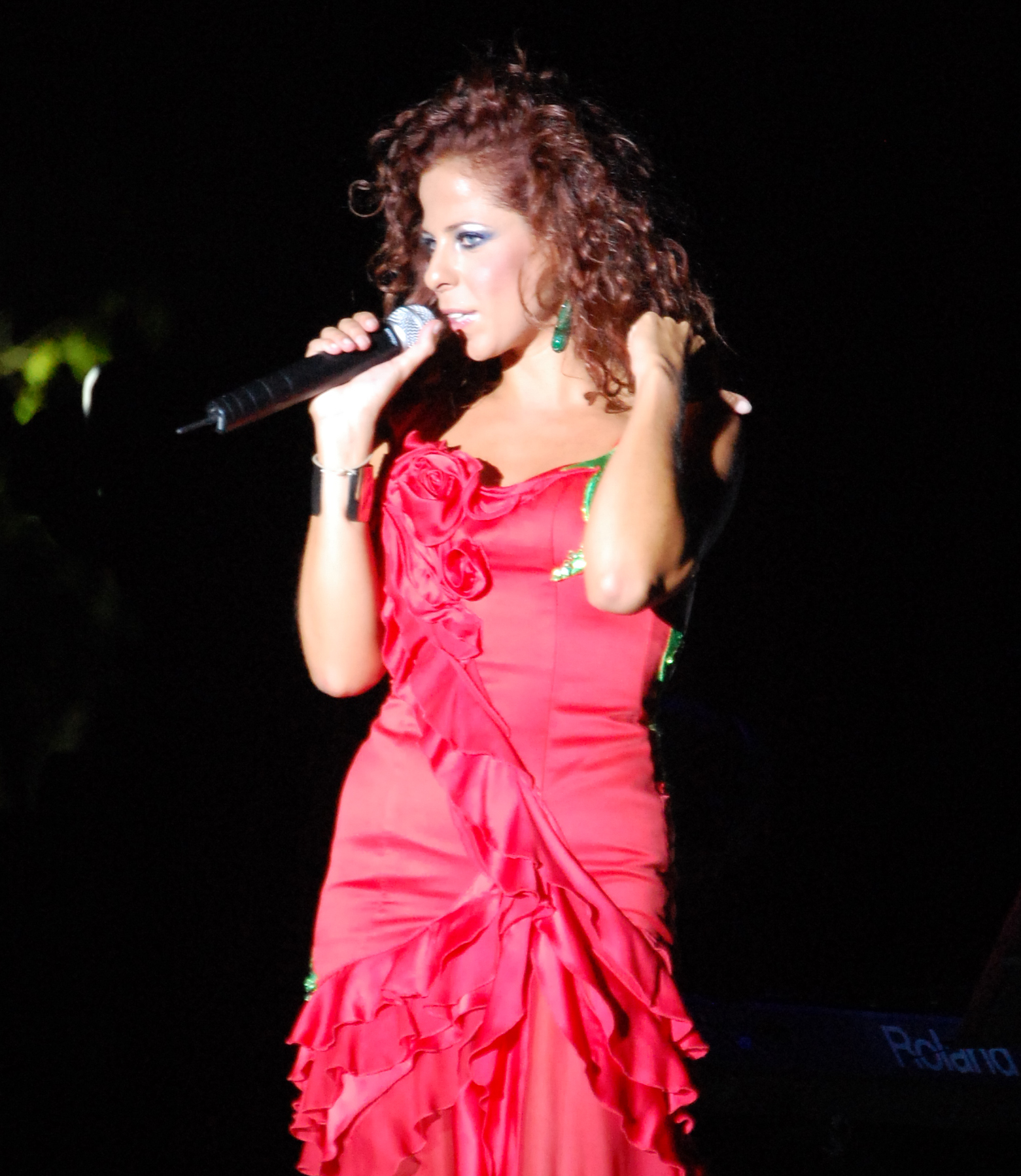
Pastora Soler Equipo Vanesa (2019) Equipo Rosario (2015)
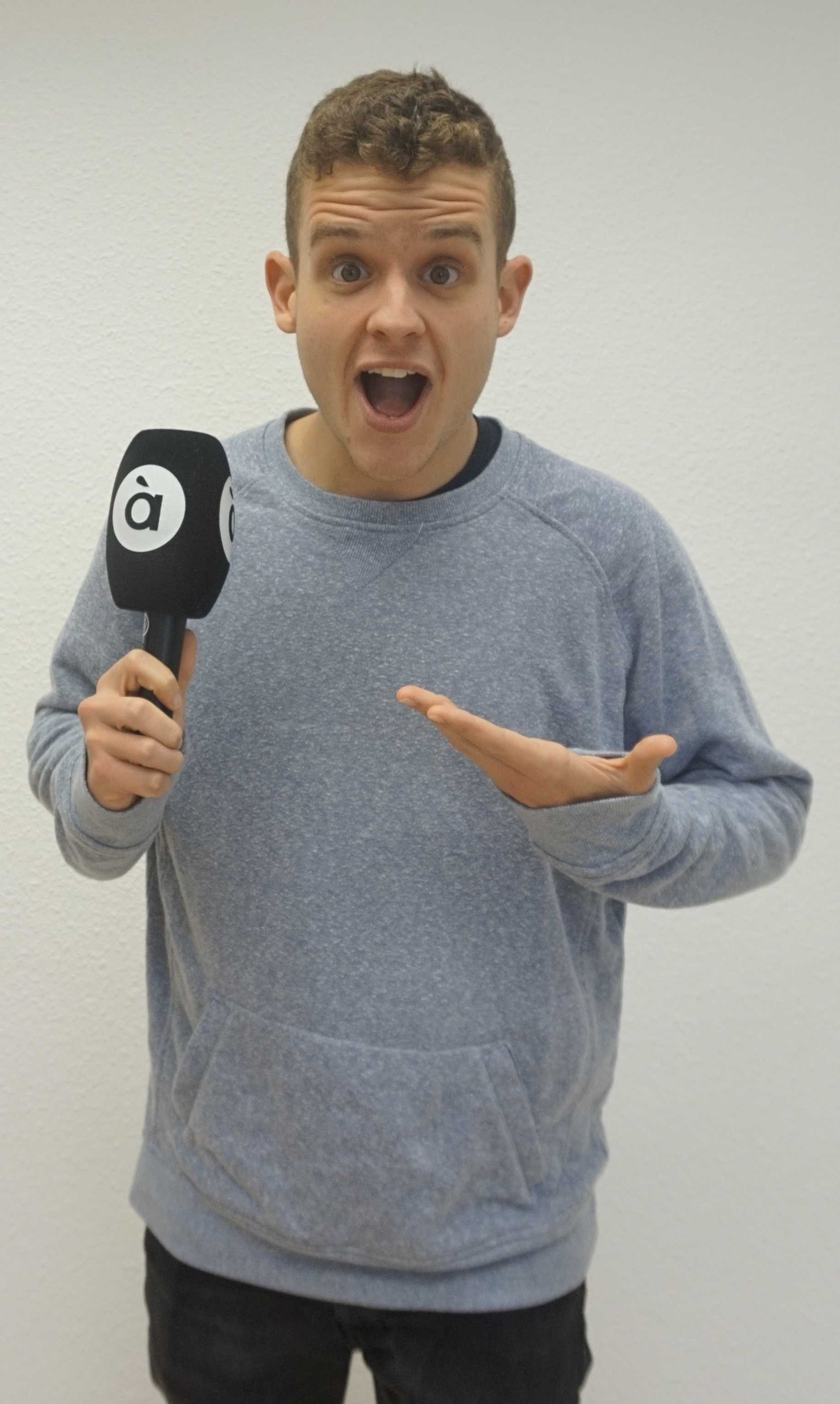
Arkano (2019) Equipo Melendi
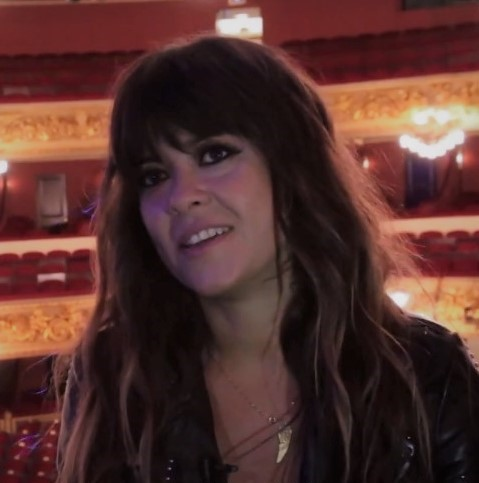
Vanesa Martín Equipo Melendi (2018) Equipo Manuel (2015)
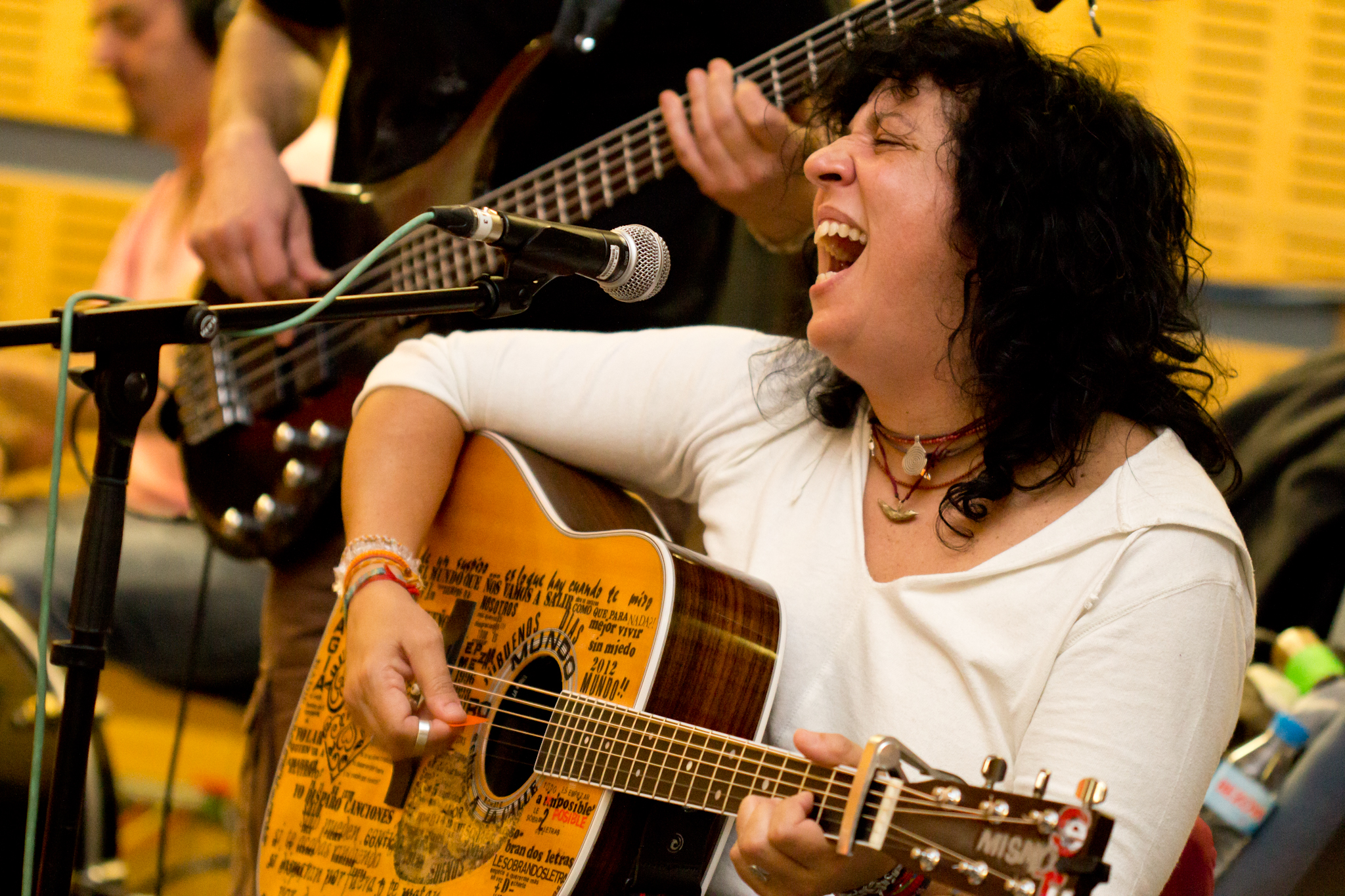
Rosana (2018) Equipo Rosario
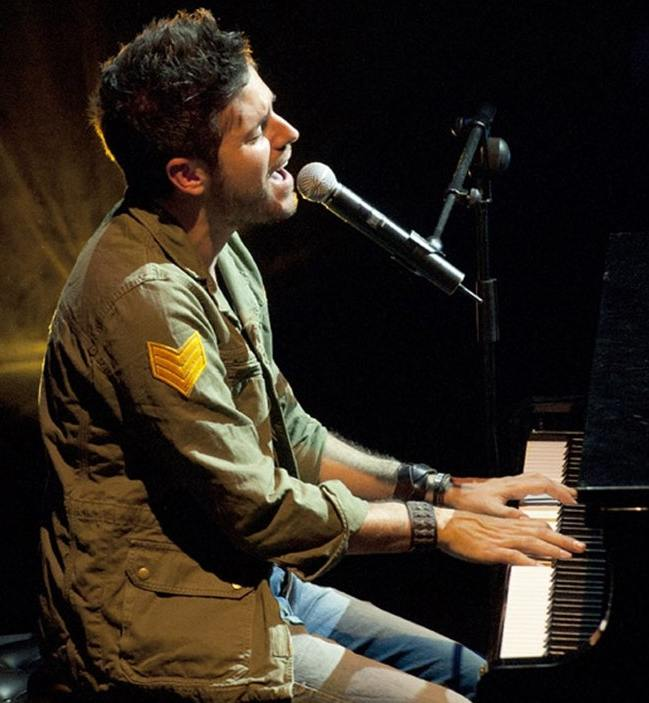
Pablo López Equipo Antonio (2018) Equipo David (2015)
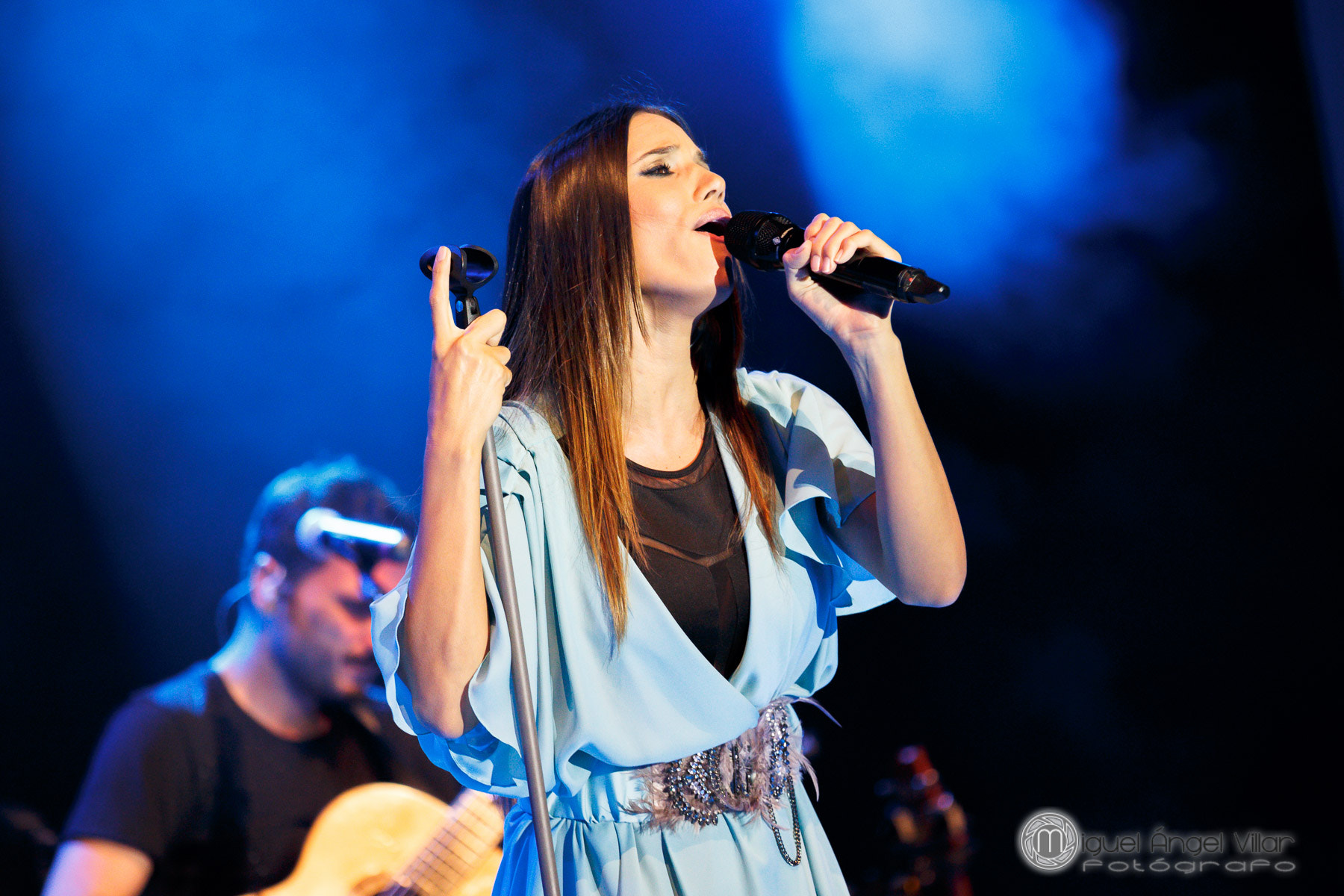
India Martínez (2017) Equipo David
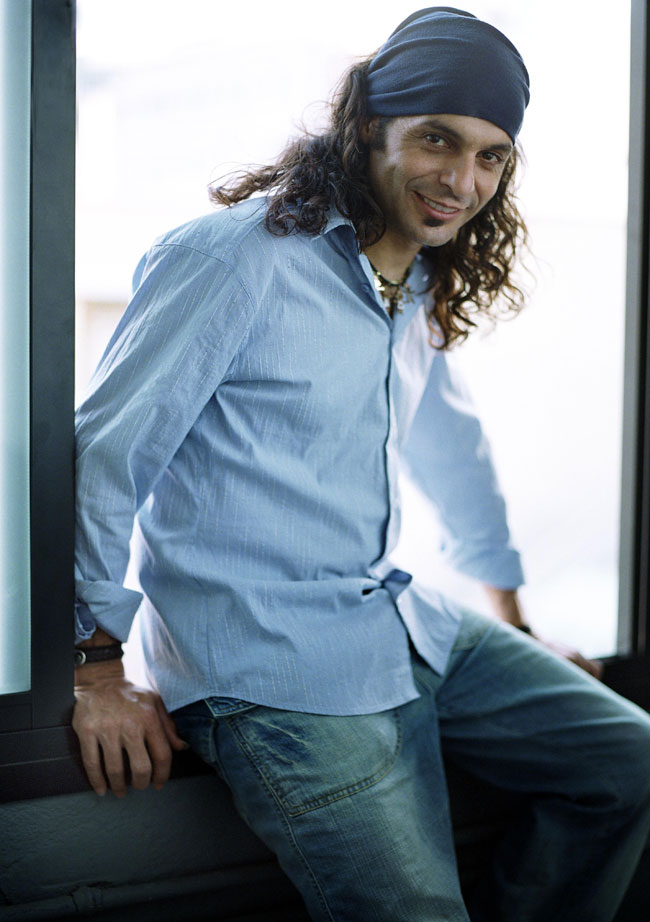
El Arrebato (2017) Equipo Rosario
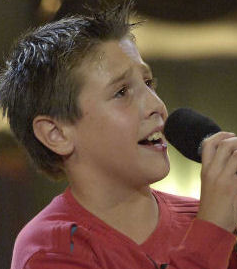
Antonio José (2017) Equipo Antonio

### Equipos (por orden de sillas)
| Edición | Coaches                                                | Coaches                                                                 | Coaches                                                 | Coaches                        |
| 1       | David Bisbal                                           | Rosario Flores                                                          | Malú                                                    | N/A                            |
| ------- | ------------------------------------------------------ | ----------------------------------------------------------------------- | ------------------------------------------------------- | ------------------------------ |
| 1       | Raúl Vidal (El Balilla) Eva Ruíz Carlos Alfredo Colina | Triana Sánchez (Triana de Alba) Alba Blázquez Eric Abril                | María Parrado Pilar Bogado Carlos Weinberg              | N/A                            |
| 2       | David Bisbal                                           | Rosario Flores                                                          | Manuel Carrasco                                         | N/A                            |
| 2       | Javier Erro Roger Corbalán                             | Índigo Salvador Toñi Amador                                             | José María Ruiz Carmen Pendones                         | N/A                            |
| 3       | David Bisbal                                           | Rosario Flores                                                          | Antonio Orozco                                          | N/A                            |
| 3       | Esperanza Garrido Dani Juanico Mónica Maranillo        | Antonio Díez Lucena (Aray) Sara Deop Perea Antonio Cortés & Paco Cortés | Rocío Aguilar Pedro Morales Bellido Rocío Hernández     | N/A                            |
| 4       | Melendi                                                | Rosario Flores                                                          | Antonio Orozco                                          | N/A                            |
| 4       | Melani García Gaspar Lucía Frías Luna Noemí Fernández  | Jeremai Cruz Nayra Gomar Yastina Samper Yonaviciute                     | Flori Alexandra Cutitaru Sara Ilarregui Juanfri Castell | N/A                            |
| 5       | David Bisbal                                           | Rosario Flores                                                          | Vanesa Martín                                           | Melendi                        |
| 5       | Irene Gil Salvador Bermúdez                            | Daniel García José Luis Sanzerito (Chavito)                             | Aysha Bengoetxea Patricia García                        | Sofía Esteban Julio Gómez      |
| 6       | David Bisbal                                           | Rosario Flores                                                          | Vanesa Martín                                           | Melendi                        |
| 6       | Rocío Avilés Manuel Ayra                               | Nazaret Moreno Jesús Montero                                            | Lola Avilés Javier Crespo                               | Levi Díaz Jesús del Río        |
| 7       | David Bisbal                                           | Aitana                                                                  | Sebastián Yatra                                         | Pablo López                    |
| 7       | Triana Jiménez Irene Molina                            | Marina Oliván Roberta Fauteck                                           | Antonio Cortés Marta Porris                             | Pol Calvo Fran García          |
| 8       | David Bisbal                                           | Rosario Flores                                                          | Aitana                                                  | Sebastián Yatra                |
| 8       | Lucía Baizán Adrián Campos                             | Amanda Sánchez Zhanel Ali                                               | Manuela de la Fuente Álvaro Tadeo                       | Rubén Franco Béty Dumitru      |
| 9       | David Bisbal                                           | Lola Índigo                                                             | Rosario Flores                                          | Melendi                        |
| 9       | Alira Moya Mario Márquez                               | Rafael Mateo Aitana Velásques                                           | Juan Francisco Morán Rafael Amador                      | Vera Lukash Martina Fernández  |
| 10      | David Bisbal                                           | Edurne                                                                  | Lola Índigo                                             | Manuel Turizo                  |
| 10      | Miguel Ramírez Emilio Barrul                           | Manuel Pato Isabel Buendía                                              | Lucía Pascual David Calvo                               | Lucas Paulano Geraldine Aranda |

     1.º lugar
     2.º lugar
     3.er lugar
     4.º lugar
- Los finalistas de cada equipo están ubicados al principio de la lista, en negrita.
- Los participantes están listados en el orden en el cual fueron siendo eliminados.
- Los participantes están ordenados según la temporada en la cual han participado y el coach con el que participaron.

## Resumen
| Temporada | Estreno                  | Final                   | Ganador         | Segundo Lugar              | Tercer Lugar                          | Cuarto Lugar                                                    | Coach Ganador   | Presentador   | Backstage     | Coaches (Orden de las Sillas) | Coaches (Orden de las Sillas) | Coaches (Orden de las Sillas) | Coaches (Orden de las Sillas)                                |
| Temporada | Estreno                  | Final                   | Ganador         | Segundo Lugar              | Tercer Lugar                          | Cuarto Lugar                                                    | Coach Ganador   | Presentador   | Backstage     | 1                             | 2                             | 3                             | 4                                                            |
| --------- | ------------------------ | ----------------------- | --------------- | -------------------------- | ------------------------------------- | --------------------------------------------------------------- | --------------- | ------------- | ------------- | ----------------------------- | ----------------------------- | ----------------------------- | ------------------------------------------------------------ |
| 1         | 6 de febrero de 2014     | 20 de marzo de 2014     | María Parrado   | Raúl Vidal (El Balilla)    | Triana Gómez Sánchez (Triana de Alba) | De la temporada 1 a la 4, no hubo nada más que tres finalistas. | Malú            | Jesús Vázquez | Tania Llasera | David                         | Rosario                       | Malú                          | De la temporada 1 a la 4, no hubo nada más que tres coaches. |
| 2         | 7 de septiembre de 2015  | 26 de octubre de 2015   | José María Ruiz | Javier Erro                | Índigo Salvador                       | De la temporada 1 a la 4, no hubo nada más que tres finalistas. | Manuel Carrasco | Jesús Vázquez | Tania Llasera | David                         | Rosario                       | Manuel                        | De la temporada 1 a la 4, no hubo nada más que tres coaches. |
| 3         | 10 de marzo de 2017      | 5 de mayo de 2017       | Rocío Aguilar   | Antonio Díez Lucena (Aray) | Esperanza Garrido                     | De la temporada 1 a la 4, no hubo nada más que tres finalistas. | Antonio Orozco  | Jesús Vázquez | Tania Llasera | David                         | Rosario                       | Antonio                       | De la temporada 1 a la 4, no hubo nada más que tres coaches. |
| 4         | 19 de febrero de 2018    | 14 de mayo de 2018      | Melani García   | Flori Alexandra Cutitaru   | Jeremai Cruz                          | De la temporada 1 a la 4, no hubo nada más que tres finalistas. | Melendi         | Jesús Vázquez | Tania Llasera | Melendi                       | Rosario                       | Antonio                       | De la temporada 1 a la 4, no hubo nada más que tres coaches. |
| 5         | 16 de septiembre de 2019 | 27 de diciembre de 2019 | Irene Gil       | Daniel García              | Sofía Esteban                         | Aysha Bengoetxea                                                | David Bisbal    | Eva González  | Juanra Bonet  | David                         | Rosario                       | Vanesa                        | Melendi                                                      |
| 6         | 7 de mayo de 2021        | 23 de julio de 2021     | Levi Díaz       | Nazaret Moreno             | Lola Avilés                           | Rocío Avilés                                                    | Melendi         | Eva González  | Juanra Bonet  | David                         | Rosario                       | Vanesa                        | Melendi                                                      |
| 7         | 27 de mayo de 2022       | 22 de julio de 2022     | Pol Calvo       | Marina Oliván              | Antonio Cortés                        | Triana Jiménez                                                  | Pablo López     | Eva González  | Juanra Bonet  | David                         | Aitana                        | Yatra                         | Pablo                                                        |
| 8         | 15 de abril de 2023      | 8 de julio de 2023      | Rubén Franco    | Lucía Baizán               | Manuela de la Fuente                  | Amanda Sánchez                                                  | Sebastián Yatra | Eva González  | Juanra Bonet  | David                         | Rosario                       | Aitana                        | Yatra                                                        |
| 9         | 13 de abril de 2024      | 13 de julio de 2024     | Alira Moya      | Juan Francisco Morán       | Rafael Mateo                          | Vera Lukash                                                     | David Bisbal    | Eva González  | Juanra Bonet  | David                         | Lola                          | Rosario                       | Melendi                                                      |
| 10        | 3 de mayo de 2025        | 19 de julio de 2025     | Lucas Paulano   | Manuel Pato                | Miguel Ramírez                        | Lucía Pascual                                                   | Manuel Turizo   | Eva González  | Juanra Bonet  | David                         | Edurne                        | Lola                          | Turizo                                                       |
| 11        | 2026                     | 2026                    | En grabación    | En grabación               | En grabación                          | En grabación                                                    | En grabación    | Eva González  | Juanra Bonet  | Fonsi                         | Edurne                        | Ana                           | Antonio                                                      |

## Formato
La Voz Kids es la versión de La Voz para niños de entre 7 y 15 años. Esta cuenta con cuatro fases diferentes durante la competencia.

### Fase 1: Las audiciones a ciegas
En esta fase, los cuatro coaches estarán de espaldas a los participantes y se guiarán únicamente por su voz. Solo 60 conseguirán entrar. Si la voz del concursante conquista a un miembro del jurado, este pulsará un botón que hará girar su silla para poder ver al participante. De esta manera, demostrará que desea que este concursante forme parte de su equipo. Si más de un coach pulsa el botón, el participante tendrá la opción de decidir con cual de los coaches quiere formarse en esta competición; pero si un único coach pulsa el botón, el concursante se irá a su equipo automáticamente. En caso de que nadie del jurado pulse el botón, significará que el participante no ha sido seleccionado.

### Fase 2: Las batallas
En esta etapa, los coach se verán obligados a reducir su equipo a un tercio. Deberán enfrentar a tres de sus integrantes los cuales deberán cantar en un ring. Quienes se enfrenten deberán demostrar quién tiene la mejor voz. Al final, cada coach tomará la decisión de eliminar a dos de ellos, quienes tendrán que abandonar la competición. Para que los coaches puedan tomar una decisión, son asesorados por otros cantantes. Después elegirán a dos y los otros tres cantarán la canción que cantaron en las audiciones a ciegas, de manera que elijan a uno de esos tres y se unirá a los otros dos para los directos.

### Fase 3: El último asalto
Cada concursante deberá defender ante los miembros del jurado y asesores de los mismos su tema de las audiciones a ciegas. Al final solo 4 de cada equipo serán seleccionados para la semifinal.

### Fase 4: La gran final
Esta última fase del programa engloba dos partes: La semifinal y la final. Los finalistas cantarán temas individualmente, así como con sus respectivos coaches, además de las actuaciones con artistas invitados. Tras la primera eliminación, solo 4 concursantes pelearán por la victoria.

## La Voz Kids 1(2014)

### Coaches
| Nombre         | Asesores       |
| -------------- | -------------- |
| Malú           | Carlos Rivera  |
| Rosario Flores | Niña Pastori   |
| David Bisbal   | Antonio Orozco |

### Equipos
|               |    | Equipo Malú                 | Equipo Rosario                       | Equipo Bisbal              |
| ------------- | -- | --------------------------- | ------------------------------------ | -------------------------- |
| Participantes | 1  | María Parrado               | Triana Gómez Sánchez (Triana de Alba | Raúl Vidal (El Balilla)    |
| Participantes | 2  | Pilar Bogado                | Alba Blazquez                        | Eva Ruiz                   |
| Participantes | 3  | Carlos Weinberg             | Eric Abril                           | Carlos Alfredo Colina      |
| Participantes | 4  | Iraila Latorre              | Nerea Royo                           | David García Memba         |
| Participantes | 5  | Camila Bonilla González     | Inma Romero                          | Dani Parreño               |
| Participantes | 6  | Salma Díaz                  | Kerman Gardel                        | Paula Coria                |
| Participantes | 7  | Mariz Molina                | Sofía Gaona                          | Calum Heaslip Arredondo    |
| Participantes | 8  | Iraida García Paola Milagro | Martín                               | Laura Serrano              |
| Participantes | 9  | Aarón Blasco                | Lucía García                         | Elena Alberdi              |
| Participantes | 10 | Sofia Coll                  | Lia Wickham                          | Iván Cabezas               |
| Participantes | 11 | Ana Mancebo                 | Sara Serena                          | Daniel Oviedo Jesús Oviedo |
| Participantes | 12 | Carmen Navarro              | Teresa Salgado                       | Coraima Durán              |
| Participantes | 13 | Sara Reimer                 | Nerea Roblas                         | Eduardo Sánchez            |
| Participantes | 14 | Carmen Lorenzo              | Alena Corcoran                       | David Parejo               |
| Participantes | 15 | Yudit Romero                | Silvia Del Río                       | Yasira Díaz                |

     La Voz (ganador/a).
     Segundo lugar.
     Tercer lugar.
     Concursante eliminado en la gala.
     Concursante eliminado en el último asalto (sing-off).
     Concursante eliminado en la ronda de batallas.

## La Voz Kids 2(2015)

### Coaches
| Nombre          | Asesores      |
| --------------- | ------------- |
| Manuel Carrasco | Vanesa Martín |
| Rosario Flores  | Pastora Soler |
| David Bisbal    | Pablo López   |

### Equipos
|               |    | Equipo Manuel                  | Equipo Rosario    | Equipo Bisbal      |
| ------------- | -- | ------------------------------ | ----------------- | ------------------ |
| Participantes | 1  | José María Ruíz                | Índigo Salvador   | Javier Erro        |
| Participantes | 2  | Carmen Pendones                | Toñi Amador       | Roger Corbalán     |
| Participantes | 3  | Elisha Lang                    | Charlotte Summers | Fernando Tintor    |
| Participantes | 4  | Mar Hernández                  | Manuel Sierra     | Juanma Guzmán      |
| Participantes | 5  | Marlén Hernández               | Nacho Bumburo     | Nicole Fernández   |
| Participantes | 6  | Claudia Menor                  | Paula             | Ana Requena        |
| Participantes | 7  | María Torres                   | Rocío Sánchez     | Teresa             |
| Participantes | 8  | Cristina Rendón Sara Henríquez | Hada Rodríguez    | Lucía Molina       |
| Participantes | 9  | Juanjo García                  | Rocío Hernández   | Ona Osuna          |
| Participantes | 10 | Lucía                          | Beatriz García    | Evelyn Cabrera     |
| Participantes | 11 | Nil Garriga                    | Sian Guirao       | Sofía Muñoz        |
| Participantes | 12 | Aisha Descane                  | Julia Halcón      | Antonio Moreno     |
| Participantes | 13 | María Rodríguez                | Siria Malo        | Lydia Vidal (Lyly) |
| Participantes | 14 | Andrea Pérez                   | Leyre Berroa      | José Luis Cantero  |
| Participantes | 15 | Alba Robles                    | Montse Sánchez    | Sergio Almagro     |

     La Voz (ganador/a).
     Segundo lugar.
     Tercer lugar.
     Concursante eliminado en la gala.
     Concursante eliminado en el último asalto (sing-off).
     Concursante eliminado en la ronda de batallas.

## La Voz Kids 3(2017)

### Coaches
| Nombre         | Asesores       |
| -------------- | -------------- |
| Antonio Orozco | Antonio José   |
| Rosario Flores | El Arrebato    |
| David Bisbal   | India Martínez |

### Equipos
|               |    | Equipo Antonio               | Equipo Rosario             | Equipo Bisbal        |
| Participantes |    |                              |                            |                      |
| ------------- | -- | ---------------------------- | -------------------------- | -------------------- |
| Participantes | 1  | Rocío Aguilar                | Antonio Díez Lucena (Aray) | Esperanza Garrido    |
| Participantes | 2  | Pedro Morales Bellido        | Sara Deop Perea            | Daniel Juanico       |
| Participantes | 3  | Rocío Hernández              | Antonio Cortés Paco Cortés | Mónica Maranillo     |
| Participantes | 4  | Izan Llunas                  | Diego Poch                 | Aroa Defe            |
| Participantes | 5  | Paula Martínez               | Aitana Fernández           | Hayk Arsenyan        |
| Participantes | 6  | Sergio Molina Moreno         | Ana Jiménez                | Edgar Bao            |
| Participantes | 7  | Naiara Bonilla Barrena       | Marc Cuevas Pomar          | Leire Suárez         |
| Participantes | 8  | Bárbara Ordiñana             | María Rodríguez            | Carla Núñez          |
| Participantes | 9  | Maren Alonso                 | Lucía Peñamaría            | Marc Betriu          |
| Participantes | 10 | María Betriu                 | Francine                   | Sofía Mateos         |
| Participantes | 11 | Paz Quiroga                  | Roma Rodríguez             | Alexandra            |
| Participantes | 12 | Carla Tomás                  | David Cabrera              | Celia Rodríguez      |
| Participantes | 13 | Julia Cummins                | Marta Barreno Bazán        | Suzete Correia       |
| Participantes | 14 | Mireia García                | Natalia Utrero             | Sara Gessed          |
| Participantes | 15 | Fermín Astrain Cia           | Julia Cortés               | Rodrigo Pérez        |
| Participantes | 16 | Maddi Salvatierra Echevarría | Paula Sánchez              | Xavier Fornaguera    |
| Participantes | 17 | Carmen Silveria              | Kely                       | Lorena Santos Moreno |
| Participantes | 18 | María Teresa Rejo            | Carlos Contreras           | Marta                |

     La Voz (ganador/a).
     Segundo lugar.
     Tercer lugar.
     Concursante eliminado en la gala.
     Concursante eliminado en el último asalto (sing-off).
     Concursante eliminado en la ronda de batallas.

## La Voz Kids 4(2018)

### Coaches
| Nombre         | Asesores      |
| -------------- | ------------- |
| Melendi        | Vanesa Martín |
| Rosario Flores | Rosana        |
| Antonio Orozco | Pablo López   |
| Supercoach     |               |
| David Bisbal   |               |

### Equipos
|               |    | Equipo Melendi                   | Equipo Rosario       | Equipo Antonio            |
| Participantes |    |                                  |                      |                           |
| ------------- | -- | -------------------------------- | -------------------- | ------------------------- |
| Participantes | 1  | Melani García                    | Jeremai Cruz         | Flori Alexandra Cutitaru  |
| Participantes | 2  | Lucía Frías Luna                 | Yastina Samper       | Sara Ilarregui            |
| Participantes | 3  | Noemí Fernández                  | Nayra Gomar          | Juanfri Castell           |
| Participantes | 4  | Javier Naranjo                   | Ramón Campos Barroso | Víctor Embalo             |
| Participantes | 5  | Alexia Caraballo                 | Oriol Garrell        | Samuel Romo (El Samu)     |
| Participantes | 6  | Diego Carrascosa Navarro         | Steven López         | Ainhoa Flores             |
| Participantes | 7  | Gabriela Suárez Díaz             | Jenyfer Pasca        | Camila                    |
| Participantes | 8  | Álvaro Figueiras                 | Rocío Almena         | Ariadna Vieyra Danés      |
| Participantes | 9  | Alejandra Cana                   | Julia Lledó Ripoll   | Paula Cruces              |
| Participantes | 10 | Yael Bellen                      | Arían Tapia          | Samuel Yareth             |
| Participantes | 11 | Laura Gibert                     | Laura Diepstraten    | Laura Ripoll              |
| Participantes | 12 | Óscar Cantalejo                  | Antonio Fernández    | Rosalía Arias             |
| Participantes | 13 | Nerea González Hernández         | José Manuel          | Judith                    |
| Participantes | 14 | Laura Fernández                  | Iván Barrull         | Elisa Navero Marín        |
| Participantes | 15 | Lyka Ramírez Cruz                | Carla Olga Petite    | Irene Colmenero Fernández |
| Participantes | 16 | Camino Moreno Inglés Pedro Vegas | Rocío Barroso        | Carolina                  |
| Participantes | 17 | Georgina Dagas                   | Laura González       | Isabel Servan             |
| Participantes | 18 | Miryam Irigoyen                  | Unai                 | Nerea López               |
| Participantes | 19 | Nazaret García                   | Sergio García        | Ana González              |
| Participantes | 20 | Elsa Tortonda Ropera             | Pablo Arias          | Elena Acosta              |
| Participantes | 21 | Noelia                           | Helena Cruz Vila     | Naiala Narciso            |
| Participantes | 22 | Lucía Rodrigo                    | Valentina Morte      | Nora López                |
| Participantes | 23 | Georgina Safont                  | Edurne Rodríguez     | Allegra Meazza            |
| Participantes | 24 | Caterina Lumina                  | Fernando Navarro     | Laura Pintado             |

     La Voz (ganador/a).
     Segundo lugar.
     Tercer lugar.
     Concursante eliminado en la gala.
     Concursante eliminado en semifinal.
     Concursante eliminado en el último asalto (sing-off).
     Concursante eliminado en la ronda de batallas.

## La Voz Kids 5(2019)

### Coaches
| Nombre         | Asesor        |
| -------------- | ------------- |
| David Bisbal   | Niña Pastori  |
| Rosario Flores | Lolita Flores |
| Melendi        | Arkano        |
| Vanesa Martín  | Pastora Soler |

### Equipos
|               |    | Equipo Bisbal      | Equipo Rosario                | Equipo Melendi     | Equipo Vanesa    |
| ------------- | -- | ------------------ | ----------------------------- | ------------------ | ---------------- |
| Participantes | 01 | Irene Gil          | Daniel García                 | Sofía Esteban      | Aysha Bengoetxea |
| Participantes | 02 | Salvador Bermúdez  | José Luis Sanzerito (Chavito) | Julio Gómez        | Patricia García  |
| Participantes | 03 | Alba Aguilar       | Paloma Puelles                | Alan Brizuela      | Marcos Díaz      |
| Participantes | 04 | María Expósito     | Paola Casas                   | Sara Gálvez        | Isabel Marsal    |
| Participantes | 05 | Maksym Pashnyk     | Marta Pérez                   | Juan Miguel Cortés | Yolaini Viñas    |
| Participantes | 06 | Ana María Escudero | Saira Suárez                  | Marta Berlín       | Laura Valle      |
| Participantes | 07 | Alicia Pétina      | Ruslana Panchysyna            | Pablo Monge        | Laura Muñoz      |
| Participantes | 08 | Lucía Souto        | Claudia Saura                 | Enshar Ghateh      | Evelyn Condrow   |
| Participantes | 09 | Victoria Herráiz   | María Calero                  | Marcos Balmori     | Manuela Gómez    |
| Participantes | 10 | Berta Luna         | Juan Manuel Segovia Galán     | Pablo Castiñeira   | Esperanza Bonelo |
| Participantes | 11 | Lucía Torres       | Claudia Martínez              | Lucie Labays       | Aiert Alberdi    |
| Participantes | 12 | Giada Alessio      | Elena Aguallo                 | Ahlam Akourrih     | Carmen Ferre     |
| Participantes | 13 | Adriana Tonda      | Abel Bernal                   | Julia Gonçalves    | Miguel Martín    |
| Participantes | 14 | Hugo Sánchez       | Lidia España                  | María Fernández    | Eva Paul         |
| Participantes | 15 | Paloma Puelles     | Natalia Barone Torres         | Luis Giménez       | Laura Bautista   |
| Participantes | 16 | Juan Miguel Cortés | Yolaini Viñas                 | Olivia Fernández   | Irene Gil        |

     La Voz (ganador/a).
     Segundo lugar.
     Tercer lugar.
     Cuarto lugar.
     Concursante eliminado en la final.
     Concursante eliminado en la semifinal.
     Concursante eliminado en el último asalto (sing-off).
     Concursante eliminado en la ronda de batallas.
     Concursante «robado» por otro coach tras perder su batalla.

### Audiencias
| N.º | N.º | Características del programa        | Fecha de emisión         | Audiencia         |
| --- | --- | ----------------------------------- | ------------------------ | ----------------- |
|     | 1   | Primera fase: Audiciones a ciegas 1 | 16 de septiembre de 2019 | 2 303 000 (17,3%) |
|     | 2   | Primera fase: Audiciones a ciegas 2 | 23 de septiembre de 2019 | 2 070 000 (15,0%) |
|     | 3   | Primera fase: Audiciones a ciegas 3 | 30 de septiembre de 2019 | 2 055 000 (14,7%) |
|     | 4   | Primera fase: Audiciones a ciegas 4 | 7 de octubre de 2019     | 2 104 000 (14,9%) |
|     | 5   | Primera fase: Audiciones a ciegas 5 | 14 de octubre de 2019    | 1 907 000 (13,4%) |
|     | 6   | Primera fase: Audiciones a ciegas 6 | 21 de octubre de 2019    | 1 804 000 (13,2%) |
|     | 7   | Segunda fase: Las Batallas 1        | 29 de octubre de 2019    | 1 682 000 (14,7%) |
|     | 8   | Segunda fase: Las Batallas 2        | 5 de noviembre de 2019   | 1 651 000 (14,0%) |
|     | 9   | Tercera fase: Último asalto 1       | 12 de noviembre de 2019  | 1 707 000 (14,9%) |
|     | 10  | Tercera fase: Último asalto 2       | 19 de noviembre de 2019  | 1 502 000 (13,2%) |
|     | 11  | Tercera fase: Último asalto 3       | 26 de noviembre de 2019  | 1 334 000 (11,4%) |
|     | 12  | Tercera fase: Último asalto 4       | 4 de diciembre de 2019   | 1 929 000 (15,5%) |
|     | 13  | Cuarta fase: Semifinal              | 13 de diciembre de 2019  | 1 620 000 (11,6%) |
|     | 14  | Quinta fase: Final                  | 20 de diciembre de 2019  | 1 828 000 (13,0%) |

## La Voz Kids 6(2021)

### Coaches
| Nombre         | Asesor     |
| -------------- | ---------- |
| Melendi        | Beret      |
| Rosario Flores | Rozalén    |
| Vanesa Martín  | Blas Cantó |
| David Bisbal   | Aitana     |

### Equipos
|               |    | Equipo Melendi      | Equipo Rosario        | Equipo Vanesa    | Equipo Bisbal     |
| ------------- | -- | ------------------- | --------------------- | ---------------- | ----------------- |
| Participantes | 01 | Levi Díaz           | Nazaret Moreno        | Lola Avilés      | Rocío Avilés      |
| Participantes | 02 | Jesús del Río       | Jesús Montero         | Javier Crespo    | Manuel Ayra       |
| Participantes | 03 | David Cabot         | Marta Fernández       | Nora Fayos       | Carmen Puente     |
| Participantes | 04 | Dayron Jiménez      | Inés Thandi Perdersen | Carla Quesada    | Lukas Urdea       |
| Participantes | 05 | Alejandro Gutiérrez | Carlos Prieto         | Ferrán Amador    | Georgia Izquierdo |
| Participantes | 06 | Alberto Negredo     | José Ángel Jiménez    | Cahaya Lovisa    | Xoel Tarín        |
| Participantes | 07 | Adrián Belmonte     | Inés Burgos           | Julia Pascual    | Elieser Betancort |
| Participantes | 08 | María López         | Erik Verdier          | Luna Clerc       | María Frías       |
| Participantes | 09 | Rosario González    | Blanca Valdés         | Jesús Civera     | Marcos Moreno     |
| Participantes | 10 | Haizea Roldán       | Alina Mamikonyan      | Luna Maio        | Samuel Martín     |
| Participantes | 11 | Lisbel Francisco    | Rafael Velázquez      | Marina Luque     | Candela Morales   |
| Participantes | 12 | María Baró          | Juanmi Salguero       | Nuria Humaran    | Noa Hernández     |
| Participantes | 13 | Sonia Castellanos   | Sofía Pérez           | Carla Aucejo     | Leonor López      |
| Participantes | 14 | Alejandro Marín     | Samira Cuesta         | Samantha Fonseca | Patricia Kirilova |
| Participantes | 15 | Lucas Mesa          | Alison Fernández      | Xoel Tarín       | Lucía Casani      |
| Participantes | 16 | Javier Crespo       | Santiago Padilla      | Nazaret Moreno   | Dayron Jiménez    |

     La Voz (ganador/a).
     Segundo lugar.
     Tercer lugar.
     Cuarto lugar.
     Concursante eliminado en la final.
     Concursante eliminado en la semifinal.
     Concursante eliminado en el último asalto (sing-off).
     Concursante eliminado en la ronda de batallas.
     Concursante «robado» por otro coach tras perder su batalla.

### Audiencias
| N.º | N.º | Características del programa        | Fecha de emisión    | Audiencia         |
| --- | --- | ----------------------------------- | ------------------- | ----------------- |
|     | 1   | Primera fase: Audiciones a ciegas 1 | 7 de mayo de 2021   | 2 775 000 (22,6%) |
|     | 2   | Primera fase: Audiciones a ciegas 2 | 14 de mayo de 2021  | 2 783 000 (23,5%) |
|     | 3   | Primera fase: Audiciones a ciegas 3 | 21 de mayo de 2021  | 2 438 000 (20,5%) |
|     | 4   | Primera fase: Audiciones a ciegas 4 | 28 de mayo de 2021  | 2 578 000 (21,9%) |
|     | 5   | Primera fase: Audiciones a ciegas 5 | 4 de junio de 2021  | 2 618 000 (21,8%) |
|     | 6   | Primera fase: Audiciones a ciegas 6 | 11 de junio de 2021 | 1 927 000 (17,9%) |
|     | 7   | Segunda fase: Las Batallas 1        | 18 de junio de 2021 | 2 125 000 (20,3%) |
|     | 8   | Segunda fase: Las Batallas 2        | 25 de junio de 2021 | 1 991 000 (18,7%) |
|     | 9   | Tercera fase: Último asalto 1       | 2 de julio de 2021  | 1 516 000 (14,2%) |
|     | 10  | Tercera fase: Último asalto 2       | 9 de julio de 2021  | 1 367 000 (17,5%) |
|     | 11  | Cuarta fase: Semifinal              | 16 de julio de 2021 | 1 697 000 (18,7%) |
|     | 12  | Quinta fase: Final                  | 23 de julio de 2021 | 1 761 000 (18,4%) |

## La Voz Kids 7(2022)

### Coaches
| Nombre          | Asesor           |
| --------------- | ---------------- |
| Pablo López     | Antonio Orozco   |
| Aitana Ocaña    | Evaluna Montaner |
| David Bisbal    | Luis Fonsi       |
| Sebastián Yatra | Lola Índigo      |

### Equipos
|               |    | Equipo Pablo           | Equipo Aitana      | Equipo David       | Equipo Yatra     |
| ------------- | -- | ---------------------- | ------------------ | ------------------ | ---------------- |
| Participantes | 01 | Pol Calvo              | Marina Oliván      | Triana Jiménez     | Antonio Cortés   |
| Participantes | 02 | Fran García            | Roberta Fauteck    | Irene Molina       | Marta Porris     |
| Participantes | 03 | Daniela de los Ángeles | Carlos Higes       | Blanca Miralles    | Macarena Estévez |
| Participantes | 04 | Marcella Mrvaljevich   | Emilio Díaz        | Aroa Salaño        | Marío Falero     |
| Participantes | 05 | Rocío Domínguez        | Rodrigo Cuesta     | María Arilla       | Guillermo Moreno |
| Participantes | 06 | Nayeli Ruíz            | Christian Losada   | Pablo Fernández    | Paula Cañaveras  |
| Participantes | 07 | Claudia Santamaria     | Sandra Valero      | Enrique Gabarre    | Shariff Ardá     |
| Participantes | 08 | Carmen Alcalá          | Elia Camí          | Naia Castro        | Joel Tena        |
| Participantes | 09 | David Gil              | Oihan Aristizabal  | Gio García         | Paula Paredes    |
| Participantes | 10 | Ana Palomino           | Carla Pintor       | José David Giménez | Jesús López      |
| Participantes | 11 | Idaira Campaña         | Luna Contador      | Anaïs Mardivirin   | Ana Lucía Aliaño |
| Participantes | 12 | Alberto Guzmán         | Naibeth Sánchez    | Irene Prieto       | Zoe Medina       |
| Participantes | 13 | Chloe Casugo           | Sasha Matsiavina   | Mara Ugalde        | Diego Pulido     |
| Participantes | 14 | María Arilla           | Francheska Cruz    | Rubén Gómez        | Leonor Villalba  |
| Participantes | 15 | Rodrigo Cuesta         | Carmen Ranea       | Marío Argüello     | María Borja      |
| Participantes | 16 | Antonio Cortés         | Marta Porris       | Christian Losada   | Venecia Franco   |
| Participantes | 17 | Aroa Salaño            | Claudia Santamaria | Nayeli Ruíz        | Lena Ilievska    |

     La Voz Kids (Ganador).
     Segundo Lugar.
     Tercer Lugar.
     Cuarto Lugar.
     Concursante eliminado en la final.
     Concursante eliminado en la semifinal.
     Concursante eliminado en el último asalto.
     Concursante eliminado en la ronda de batallas.
     Concursante «robado» por otro coach tras perder su batalla.

## La Voz Kids 8(2023)

### Coaches
| Nombre          | Asesor         |
| --------------- | -------------- |
| Sebastián Yatra | Rayden         |
| David Bisbal    | Rosa López     |
| Aitana Ocaña    | Dani Fernández |
| Rosario Flores  | La Mari        |

### Equipos
|               |    | Equipo Yatra                       | Equipo David       | Equipo Aitana        | Equipo Rosario     |
| ------------- | -- | ---------------------------------- | ------------------ | -------------------- | ------------------ |
| Participantes | 01 | Rubén Franco                       | Lucía Baizán       | Manuela de la Fuente | Amanda Sánchez     |
| Participantes | 02 | Béty Dumitru                       | Adrián Campos      | Álvaro Tadeo         | Zhanel Ali         |
| Participantes | 04 | Lucía Fernández                    | Aitana González    | Ana Valero           | Paula Román        |
| Participantes | 03 | Samuel Marín                       | Nicole González    | Juanvi Fuentes       | Alfonso Ortiz      |
| Participantes | 05 | Molly Puigcercos Shelly Puigcercos | Daniela Montes     | Martina García       | Sara Pañero        |
| Participantes | 06 | Joel Gómez                         | Emma García        | Dulce Barroso        | Érika Martín       |
| Participantes | 07 | Lennon Jon Sharp                   | Alicia Herrera     | Alejandra España     | Daniela Marinho    |
| Participantes | 08 | Layna Fernández                    | Cristina Cebrián   | Paula Villarroya     | Jimena Benítez     |
| Participantes | 09 | Lucía Plaza                        | Isona Marmol       | Nacho López          | Natalia Marín      |
| Participantes | 10 | Aroa Díaz                          | Miguel Sánchez     | Hugo González        | Sofía Mouriño      |
| Participantes | 11 | Ibone Sardón                       | Ismael Pérez-Gil   | Álex Barrenechea     | Aleix Ortiz        |
| Participantes | 12 | Adrián Cordón                      | Andriy Golovnyuk   | Lucía Cubilla        | Cecilia García     |
| Participantes | 13 | Nina Cruz                          | Barbare Makhatadze | Blanca González      | Fran López         |
| Participantes | 14 | Martina Ramos                      | Martina García     | Jaime De la Vega     | Ana Lucía Cuartero |
| Participantes | 15 | Andrea Naya                        | Amanda Sánchez     | Dylan Santiago       | Noa Cánovas        |
| Participantes | 16 | María Casillas                     | Rubén Franco       | Lucía Fernández      | Lucía Schibler     |
| Participantes | 17 | Aitana González                    | Paula Román        | Alicia Herrera       | Dulce Barroso      |

     La Voz Kids (Ganador).
     Concursante eliminado en la final.
     Concursante eliminado en la semifinal.
     Concursante eliminado en el último asalto.
     Concursante eliminado en la ronda de batallas.
     Concursante «robado» por otro coach tras perder su batalla.

## La Voz Kids 9(2024)

### Coaches
| Nombre         | Asesor       |
| -------------- | ------------ |
| David Bisbal   | Álvaro Soler |
| Lola Índigo    | Judeline     |
| Rosario Flores | El Kanka     |
| Melendi        | Mau & Ricky  |

### Equipos
|               |    | Equipo David    | Equipo Lola       | Equipo Rosario       | Equipo Melendi      |
| ------------- | -- | --------------- | ----------------- | -------------------- | ------------------- |
| Participantes | 01 | Alira Moya      | Rafael Mateo      | Juan Francisco Morán | Vera Lukash         |
| Participantes | 02 | Mario Márquez   | Aitana Velásquez  | Rafael Amador        | Martina Fernández   |
| Participantes | 03 | Dayana Riverón  | Alicia Scutelnicu | Estefanía Fernández  | Marc Moya           |
| Participantes | 04 | Paula Serrano   | Astrid Verweij    | Nadia González       | Inés Pereira        |
| Participantes | 05 | Colin Doljescu  | Eugenia Garrido   | Celia Puntas         | Lucas Santiago      |
| Participantes | 06 | Esther Benito   | Gisela Delgado    | Alejandro Velasco    | Curro Alcina        |
| Participantes | 07 | Iker González   | Luis Rodríguez    | Daniil Grebenyuk     | Triana Pampliega    |
| Participantes | 08 | Minuto y Medio* | Carmen Holden     | Ivet Costa           | Aisha Alemán        |
| Participantes | 09 | Inés Pereira    | Mario Márquez     | Aitana Velásquez     | Nadia González      |
| Participantes | 10 | Arón Góngora    | Ainara Romero     | María Moreno         | Lucía Campos        |
| Participantes | 11 | Claudia Blanco  | Taina Gravier     | Juan José Almagro    | Samantha Bracho     |
| Participantes | 12 | Julia Atucha    | Nuria Peter       | María López          | Natalia Ruíz        |
| Participantes | 13 | Alexia Lucha    | Henar Gregori     | Sergio Menchón       | Paula Desco         |
| Participantes | 14 | Juan Alonso     | Sergio Plaza      | Oriana Segura        | José David Martínez |
| Participantes | 15 | Iván Ruiz       | Cristina Falcón   | Amy Belén            | Amor López          |
| Participantes | 16 | Luis Mosteo     | Carmen Cuevas     | Vega Cano            | Galileo Diges       |
| Participantes | 17 | Iker Álvarez    | Kyra Godínez      | Isabella Rivillas    | Alonso Jiménez      |

- Nota:(*) Minuto y Medio es una banda de rock formada por los concursantes Adrián, Astón, David, Javi, Patrick y Sergio.

     La Voz Kids (Ganador).
     Concursante eliminado en la final.
     Concursante eliminado en la semifinal.
     Concursante eliminado en asalto final
     Concursante eliminado en los asaltos.
     Concursante seleccionado por su coach para el asalto final, pero «robado» por otro coach y pasa a la semifinal.
     Concursante eliminado en la Gran batalla.

### Audiencias
| N.º | N.º | Características del programa        | Fecha de emisión    | Audiencia         |
| --- | --- | ----------------------------------- | ------------------- | ----------------- |
|     | 1   | Primera fase: Audiciones a ciegas 1 | 13 de abril de 2024 | 1 281 000 (14,0%) |
|     | 2   | Primera fase: Audiciones a ciegas 2 | 20 de abril de 2024 | 1 310 000 (14,5%) |
|     | 3   | Primera fase: Audiciones a ciegas 3 | 27 de abril de 2024 | 1 578 000 (16,3%) |
|     | 4   | Primera fase: Audiciones a ciegas 4 | 4 de mayo de 2024   | 1 441 000 (14,8%) |
|     | 5   | Primera fase: Audiciones a ciegas 5 | 18 de mayo de 2024  | 1 360 000 (14,7%) |
|     | 6   | Primera fase: Audiciones a ciegas 6 | 25 de mayo de 2024  | 1 304 000 (14,4%) |
|     | 7   | Segunda fase: La gran batalla       | 8 de junio de 2024  | 979 000 (13,5%)   |
|     | 8   | Tercera fase: Asaltos 1             | 15 de junio de 2024 | 1 211 000 (15,2%) |
|     | 9   | Tercera fase: Asaltos 2             | 22 de junio de 2024 | 976 000 (12,5%)   |
|     | 10  | Tercera fase: Asalto final          | 29 de junio de 2024 | 987 000 (11,1%)   |
|     | 11  | Cuarta fase: Semifinal              | 6 de julio de 2024  | 910 000 (13,1%)   |
|     | 12  | Quinta fase: Final                  | 13 de julio de 2024 | 1 174 000 (17,0%) |

## La Voz Kids 10(2025)

### Coaches
| Nombre        | Asesor          |
| ------------- | --------------- |
| Manuel Turizo | Kapo            |
| David Bisbal  | Danna Paola     |
| Edurne        | Natalia Lacunza |
| Lola Índigo   | Rvfv            |

### Equipos
|               |    | Equipo Turizo      | Equipo Edurne         | Equipo David       | Equipo Lola        |
| Participantes |    |                    |                       |                    |                    |
| ------------- | -- | ------------------ | --------------------- | ------------------ | ------------------ |
| Participantes | 01 | Lucas Paulano      | Manuel Pato           | Miguel Ramírez     | Lucía Pascual      |
| Participantes | 02 | Geraldine Arana    | Isabel Buendía        | Emilio Barrul      | David Calvo        |
| Participantes | 03 | Javier Jesús Gómez | Santiago Saavedra     | Daniela Niebla     | Iker Durán         |
| Participantes | 04 | Frida Cifuentes    | Clara Matilde Vázquez | Marta Gómez        | David Sarnago      |
| Participantes | 05 | Llara Aranda       | María Eugenia Tovar   | Prishylla Vlad     | Carolina Valiente  |
| Participantes | 06 | Aran Ciurana       | Guillermo Pérez       | Luís Valladares    | Adriana Vigo       |
| Participantes | 07 | Salma Rodríguez    | Daniela González      | Celia Ortega       | Matías Mosna       |
| Participantes | 08 | Santiago Saavedra  | Daniela Niebla        | Iker Durán         | Javier Jesús Gómez |
| Participantes | 09 | Samuel Ortiz       | Nerea Tamayo          | Alejandro Martínez | Javier Contreras   |
| Participantes | 10 | Ana Elena Márquez  | Thais Ceacero         | Gonzalo Posadas    | Mariam González    |
| Participantes | 11 | Sofía Savov        | Cayetana García       | Aylín Burdan       | Engel Cuesta       |
| Participantes | 12 | Yuliangela Rendón  | Antonio Pozo          | Manuel González    | Miguel Fernández   |
| Participantes | 13 | Isabella Tapia     | Emma Mora             | Clara Zambudio     | Almudena Meneses   |
| Participantes | 14 | Carla Santilario   | Claudia Díaz          | Daniela Delgado    | Leo Rose           |
| Participantes | 15 | Laura Carmona      | Ángela Jiménez        | Pere Company       | Ana Gómez          |

     La Voz Kids (Ganador).
     Concursante eliminado en la final.
     Concursante eliminado en la semifinal.
     Concursante eliminado en asalto final
     Concursante eliminado en los asaltos.
     Concursante seleccionado por su coach para el asalto final, pero «robado» por otro coach y pasa a la semifinal.
     Concursante eliminado en la Gran batalla.

### Audiencias
| N.º | N.º | Características del programa        | Fecha de emisión    | Audiencia         |
| --- | --- | ----------------------------------- | ------------------- | ----------------- |
|     | 1   | Primera fase: Audiciones a ciegas 1 | 3 de mayo de 2025   | 1 155 000 (12,7%) |
|     | 2   | Primera fase: Audiciones a ciegas 2 | 10 de mayo de 2025  | 1 118 000 (12,6%) |
|     | 3   | Primera fase: Audiciones a ciegas 3 | 24 de mayo de 2025  | 1 051 000 (12,8%) |
|     | 4   | Primera fase: Audiciones a ciegas 4 | 31 de mayo de 2025  | 1 158 000 (13,1%) |
|     | 5   | Primera fase: Audiciones a ciegas 5 | 7 de junio de 2025  | 1 120 000 (14,3%) |
|     | 6   | Primera fase: Audiciones a ciegas 6 | 14 de junio de 2025 | 1 142 000 (14,2%) |
|     | 7   | Segunda fase: La gran batalla       | 21 de junio de 2025 | 859 000 (12,6%)   |
|     | 8   | Tercera fase: Asaltos 1             | 28 de junio de 2025 | 843 000 (12,3%)   |
|     | 9   | Tercera fase: Asaltos 2             | 5 de julio de 2025  | 802 000 (10,7%)   |
|     | 10  | Tercera fase: Asaltos final         | 12 de julio de 2025 | 1 000 000 (13,3%) |
|     | 11  | Cuarta fase: Semifinal              | 18 de julio de 2025 | 947 000 (12,8%)   |
|     | 12  | Quinta fase: Final                  | 19 de julio de 2025 | 1 180 000 (17,3%) |

## La Voz Kids 11(2026)

### Coaches
| Nombre         | Asesor |
| -------------- | ------ |
| Luis Fonsi     |        |
| Antonio Orozco |        |
| Ana Mena       |        |
| Edurne         |        |

## Palmarés

### Concursantes
| Edición                          | Fecha | Ganador         | Subcampeón                 | Tercero                 | Cuarto           |
| -------------------------------- | ----- | --------------- | -------------------------- | ----------------------- | ---------------- |
| [ LVK 1 ] La Voz Kids España 1   | 2014  | María Parrado   | Triana Sánchez             | Raúl Vidal (El Balilla) |                  |
| [ LVK 2 ] La Voz Kids España 2   | 2015  | José María Ruiz | Índigo Salvador            | Javier Erro             |                  |
| [ LVK 3 ] La Voz Kids España 3   | 2017  | Rocío Aguilar   | Antonio Díez Lucena (Aray) | Esperanza Garrido       |                  |
| [ LVK 4 ] La Voz Kids España 4   | 2018  | Melani García   | Flori Alexandra Cutitaru   | Jeremai Cruz            |                  |
| [ LVK 5 ] La Voz Kids España 5   | 2019  | Irene Gil       | Daniel García              | Sofía Esteban           | Aysha Bengoetxea |
| [ LVK 6 ] La Voz Kids España 6   | 2021  | Levi Díaz       | Nazaret Moreno             | Lola Avilés             | Rocío Avilés     |
| [ LVK 7 ] La Voz Kids España 7   | 2022  | Pol Calvo       | Marina Oliván              | Triana Jiménez          | Antonio Cortés   |
| [ LVK 8 ] La Voz Kids España 8   | 2023  | Rubén Franco    | Lucía Baizán               | Manuela de la Fuente    | Amanda Sánchez   |
| [ LVK 9 ] La Voz Kids España 9   | 2024  | Alira Moya      | Rafael Mateo               | Juan Francisco Morán    | Vera Lukash      |
| [ LVK 10 ] La Voz Kids España 10 | 2025  | Lucas Paulano   | Miguel Ramírez             | Manuel Pato             | Lucía Pascual    |

### Coaches
| Edición                         | Fecha | Ganador         | Subcampeón     | Tercero        | Cuarto          |
| ------------------------------- | ----- | --------------- | -------------- | -------------- | --------------- |
| [ LVK 1 ] La Voz Kids España 1  | 2014  | Malú            | Rosario Flores | David Bisbal   |                 |
| [ LVK 2 ] La Voz Kids España 2  | 2015  | Manuel Carrasco | Rosario Flores | David Bisbal   |                 |
| [ LVK 3 ] La Voz Kids España 3  | 2017  | Antonio Orozco  | Rosario Flores | David Bisbal   |                 |
| [ LVK 4 ] La Voz Kids España 4  | 2018  | Melendi         | Antonio Orozco | Rosario Flores |                 |
| [ LVK 5 ] La Voz Kids España 5  | 2019  | David Bisbal    | Rosario Flores | Melendi        | Vanesa Martín   |
| [ LVK 6 ] La Voz Kids España 6  | 2021  | Melendi         | Rosario Flores | Vanesa Martín  | David Bisbal    |
| LVK 7 ] La Voz Kids España 7    | 2022  | Pablo López     | Aitana Ocaña   | David Bisbal   | Sebastián Yatra |
| [ LVK8 ] La Voz Kids España 8   | 2023  | Sebastián Yatra | David Bisbal   | Aitana Ocaña   | Rosario Flores  |
| [ LVK9 ] La Voz Kids España 9   | 2024  | David Bisbal    | Lola Índigo    | Rosario Flores | Melendi         |
| [ LVK10 ] La Voz Kids España 10 | 2025  | Manuel Turizo   | David Bisbal   | Edurne         | Lola Índigo     |

## Audiencias
| Edición                      | Fecha | Cadena    | Espectadores | Cuota  | Gala final         |
| ---------------------------- | ----- | --------- | ------------ | ------ | ------------------ |
| La Voz Kids: Primera edición | 2014  | Telecinco | 5 176 000    | 30,1 % | 5 174 000 (31,6 %) |
| La Voz Kids: Segunda edición | 2015  | Telecinco | 4 403 000    | 28,1 % | 4 944 000 (31,9 %) |
| La Voz Kids: Tercera edición | 2017  | Telecinco | 3 129 000    | 23,8 % | 3 728 000 (27,9 %) |
| La Voz Kids: Cuarta edición  | 2018  | Telecinco | 2 731 000    | 21,4 % | 3 411 000 (27,8 %) |
| La Voz Kids: Quinta edición  | 2019  | Antena 3  | 1 910 000    | 14,3 % | 1 828 000 (13,0 %) |
| La Voz Kids: Sexta edición   | 2021  | Antena 3  | 2 177 000    | 19,7 % | 1 761 000 (18,4 %) |
| La Voz Kids: Séptima edición | 2022  | Antena 3  | 1 349 000    | 15,3 % | 1 551 000 (19,7 %) |
| La Voz Kids: Octava edición  | 2023  | Antena 3  | 1 223 000    | 13,2 % | 1 253 000 (17,2 %) |
| La Voz Kids: Novena edición  | 2024  | Antena 3  | 1 209 000    | 14,3%  | 1 174 000 (17,0 %) |
| La Voz Kids: Décima edición  | 2025  | Antena 3  | 1 031 000    | 13,2%  | 1 180 000 (17,3%)  |